# Judensau

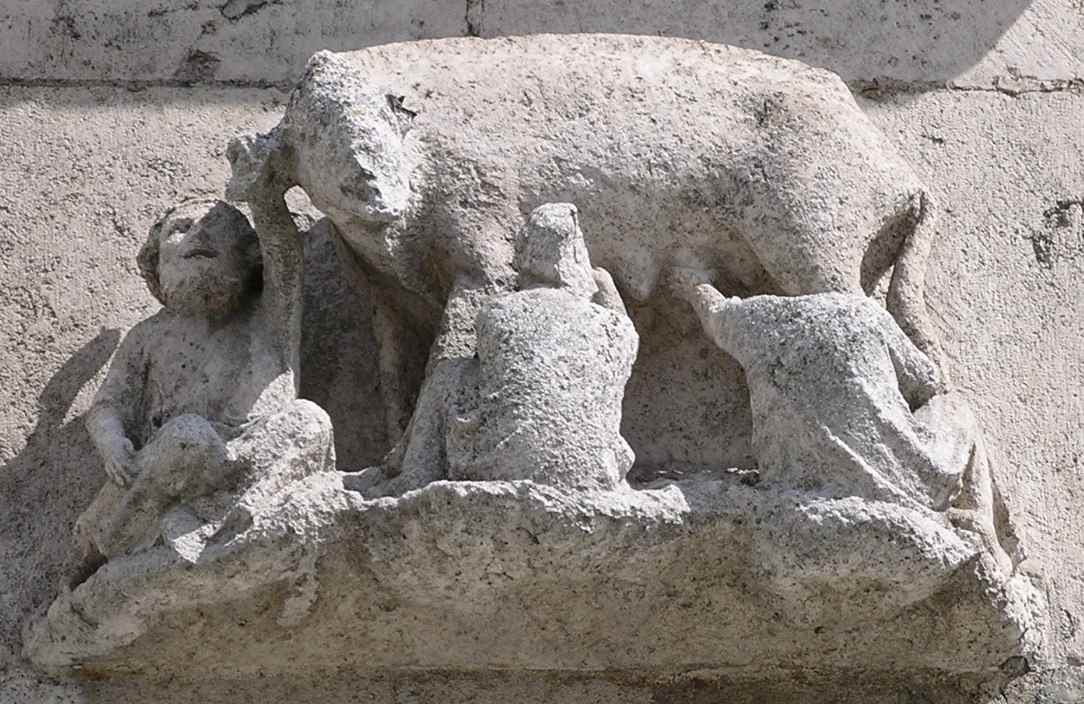
Skulptur am Regensburger Dom

Die Tiermetapher „Judensau“ bezeichnet ein im Hochmittelalter entstandenes häufiges Bildmotiv der antijudaistischen christlichen Kunst. Es sollte Christen vor angeblichen teuflischen Gebräuchen der Juden warnen, diese ausgrenzen, demütigen, verhöhnen und das Judentum verleumden. Dort gilt das Schwein als unrein (hebräisch tame) und unterliegt einem religiösen Nahrungstabu.
Reliefs, Skulpturen, Plastiken oder Wandbilder mit diesem Motiv erschienen seit 1230 vor allem im deutschsprachigen Raum. Insgesamt sind mindestens 52 Exemplare belegt, 47 davon sind noch erhalten. Seit dem 15. Jahrhundert erschien das Motiv auch als aggressive Typenkarikatur in Druckwerken, seit dem 19. Jahrhundert auch als antisemitische Karikatur. Die deutschsprachigen Schimpfworte „Judensau“, „Saujude(n)“, „Judenschwein(e)“ oder „Schweinejude(n)“ tauchen seit etwa 1819 auf. Die nationalsozialistische Propaganda griff diese Hetze auf und bereitete auch damit den Holocaust vor.
Öffentlicher Gebrauch solcher Ausdrücke gegen Menschen ist in Deutschland als Beleidigung (§ 185 des Strafgesetzbuchs), in schweren Fällen auch als Volksverhetzung (§ 130) strafbar. Ähnliche Straftatbestände gelten in Österreich mit § 115 StGB und in der Schweiz mit der Rassismus-Strafnorm (Art. 261bis StGB).

## Vorgeschichte

### Bibel
Die Hebräische Bibel begründet das Verhältnis von Mensch und Tier mit der Gottebenbildlichkeit des Menschen: Indem JHWH Adam und Eva nach Gen 1,26  zu seinem Ebenbild beruft, ordnet er sie den Mitgeschöpfen über. Tiere und Pflanzen sollen den Menschen zugutekommen. Sie sollen alles Leben bewahren (Gen 2,15 ), aber nichts Geschaffenes mit Gott verwechseln (Ex 20,4 f. ). Die Tora verbietet sexuellen Verkehr mit Tieren (Zoophilie) mehrfach strikt und bedroht ihn mit der Todesstrafe (Ex 22,18 ; Lev 18,23 ; 20,15f. ; Dtn 27,21 ). Sie unterscheidet reine (wiederkäuende) und unreine (nicht wiederkäuende) Tierarten und verbietet das Opfern und den Verzehr der letzteren, darunter des Schweins (Lev 11,7 ; Dtn 14,8 ).
Ab der frühen Eisenzeit (~850 v. Chr.) ist das Schwein als Nahrungsmittel archäologisch nur im Küstengebiet der Philister, nicht im Siedlungsgebiet der Israeliten belegt. Spätestens nach dem babylonischen Exil (ab 539 v. Chr.) wurde das Toraverbot, Schweine zu opfern und zu verzehren, in Israel durchgesetzt und seine Übertretung scharf verurteilt, etwa in Jes 65,4  und Jes 66,3.17 . Damit grenzte sich das Judentum von im Hellenismus üblichen Schweineopfern ab. So wurde das Schwein im jüdischen Priestertum zum Symbol unerlaubter Opfer.
Das biblische Schweinefleischverbot war Nichtjuden früh bekannt und bot ihnen häufig Anlass zum Spott. Der Seleukidenherrscher Antiochos IV. (175–164 v. Chr.) benutzte es zur Verfolgung der jüdischen Religion: Er befahl den Juden in seinem Herrschaftsbereich, Schweine zu opfern (1 Makk 1,47 ), und versuchte sie auch zum Essen von Schweinefleisch zu zwingen (2 Makk 6,18–31 ). Seitdem gehörte der völlige Verzicht auf Schweinefleisch zum unbedingten Bekenntnis eines gläubigen Juden. Darauf beruhen die im Talmud ausgeführten jüdischen Speisegesetze, wonach Schweinefleisch und Schweinemilch zur nicht koscheren Nahrung gehören.
Im Urchristentum blieb das Schwein ein Differenzmerkmal von Nichtjuden gegenüber Juden. Jesus von Nazaret lässt nach Mk 5,1–20  einen vielköpfigen Dämon namens Legion, der einen Menschen im nichtjüdischen Ort Gerasa beherrscht, in eine Schweineherde fahren, worauf diese sich ins Meer stürzt und ertrinkt. Der Name spielt auf die römische Fremdherrschaft an, weil eine in Gerasa stationierte römische Legion das Schwein als Legionszeichen trug und viele Juden sich damals wünschten, die Römer ins Meer zu treiben.
In Mt 7,6  warnt Jesus seine Jünger: „Gebt das Heilige nicht den Hunden und werft eure Perlen nicht den Schweinen vor, denn sie könnten sie mit ihren Füßen zertreten und sich umwenden und euch zerreißen.“ Gemeint war wohl, die kostbaren Worte der Tora und der Botschaft vom Reich Gottes nicht an nichtjüdische Verfolger von Juden und Urchristen zu verschwenden.
In 2 Petr 2,22  heißt es: „Auf sie trifft das wahre Sprichwort zu: Der Hund kehrt zurück zu dem, was er erbrochen hat, und: Die gewaschene Sau wälzt sich wieder im Dreck.“ Das Sprichwort paraphrasiert Spr 26,11 , greift die im Judentum vorgeformte Paarung von Hunden und Schweinen auf und stellt den Abfall von Judenchristen zu einem habsüchtigen, gesetzlosen Lebensstil der Umwelt als unreines, verderbliches Verhalten dar. Dem stellt 2 Petr 2,20  Jesu Toraauslegung (Mt 5-7) als „Weg der Gerechtigkeit“ gegenüber.
Auch damalige Rabbiner benutzten das Schwein als kodierten Ausdruck für das gewalttätige Römische Reich, das Juden wie Urchristen gemeinsam verfolgte. Nach der als glaubwürdig eingestuften Chronik des Hieronymus ließ Roms Kaiser Hadrian nach der Niederschlagung des Bar-Kochba-Aufstands (132–136) ein Schwein in ein Stadttor Jerusalems meißeln, um den geschlagenen Juden Roms Macht vorzuführen und sie zu Roms Untertanen zu erklären; eventuell auch, um sie am Wiederbetreten der Stadt zu hindern. Der Eber war ein Symbol der Legio X Fretensis, die Jerusalem erobert hatte.

### Christlicher Antijudaismus
Schon einige Kirchenväter beschimpften Juden und Häretiker als solche als „Schweine“. Johannes Chrysostomos übertrug diese Herabsetzung im Jahr 388 in acht Hetzpredigten auf den jüdischen Gottesdienst in der Synagoge. Er beschrieb Juden als Menschen, „die ihrem Bauch leben, gaffen nach dem, was sie gerade vor Augen haben, nicht besser als Schweine und Ziegenböcke, das Verderben und die Krankheit der ganzen Erde.“ Zudem verglich er sie wegen ihrer angeblichen schamlosen Bräuche mit lüsternen Zuchthengsten, Hunden, Hyänen und wilden Raubtieren, die nur töten könnten und die als sanfte Schafe kontrastierten Christen bedrohten. Dabei hielt er fest, dass Juden Menschen geblieben seien, wenn auch der übelsten Art. Andere christliche Autoren verglichen Juden mit Katzen, Eulen und Skorpionen. Dabei ordneten sie den Christen die nach biblischer Kategorie „reinen“, den Juden die „unreinen“ Tierarten zu. Sie lobten ihre Allegorien als der wörtlichen jüdischen Bibelexegese überlegene, da mehrfache („wiederkäuende“) Auslegung. Diese verband Unreinheit mit moralischer und spiritueller Gefahr. Tiervergleiche machten diese Gefahr und die angeblichen moralischen wie intellektuellen Defizite der Juden anschaulich und ließen sich leicht in bildende Kunst übertragen.
Die seit dem 2. Jahrhundert üblichen christlichen Bestiarien schrieben Juden in moralisierenden Begleittexten Blindheit, Bilderverehrung und den Christusmord zu. Obwohl das Schwein und Ferkel oft darin vorkamen, wurden diese Tiervergleiche noch nicht auf Juden bezogen.
Mit der Übernahme hellenistischer Tugend- und Lasterkataloge bildete die christliche Theologie seit dem 5. Jahrhundert die Reihe der „Sieben Todsünden“ heraus: Die letzten beiden, Völlerei (lateinisch gula) und Wollust (luxuria), wurden oft als Schwein dargestellt, das die Unreinen und die Sünder symbolisiert. Ebenso verkörperten Mönche und Affen die inconstantia (Untreue, Unbeständigkeit). Der Schweinevergleich stand ebenso für eine sündhafte Religionsausübung wie für einen unsauberen, gefräßigen, von Promiskuität geprägten Lebensstil oder unlautere Geschäftspraktiken und sollte einfache Christen mit drastischen Bildern vor analogen Lastern warnen.
Hrabanus Maurus bezog das Schwein in seiner bebilderten Enzyklopädie De universo (847) auf Juden und behauptete, sie „vererbten“ ihre gottlose, sündhafte Unmäßigkeit und Unkeuschheit in gleicher Weise. Dazu übersetzte er den Psalmvers Ps 17,14  falsch, so dass sich die Aussage ergab: „Du füllst ihren Leib mit deinen verborgenen Gütern, sie sind gesättigt mit Schweinefleisch [statt: ‚auch ihre Söhne werden satt‘] und hinterlassen das, was übrig ist, ihren Kindern.“ Die Juden, so kommentierte Maurus, seien voll unreiner Dinge, die Gott verborgen (verboten) habe, und hinterließen ihre Sünden mit dem Ruf „Sein Blut komme über uns und unsere Kinder“ in Mt 27,25  ihren Nachkommen. Auf diese Verknüpfung des Schweins mit Juden, des  verbotenen Schweinefleischverzehrs mit einer erblichen Schuld am Tod Jesu kann das spätere „Judensau“-Motiv zurückgehen. De universo war bis 1500 besonders unter Klerikern verbreitet und regte handschriftliche Tierfabeln ebenso wie Skulpturen an.

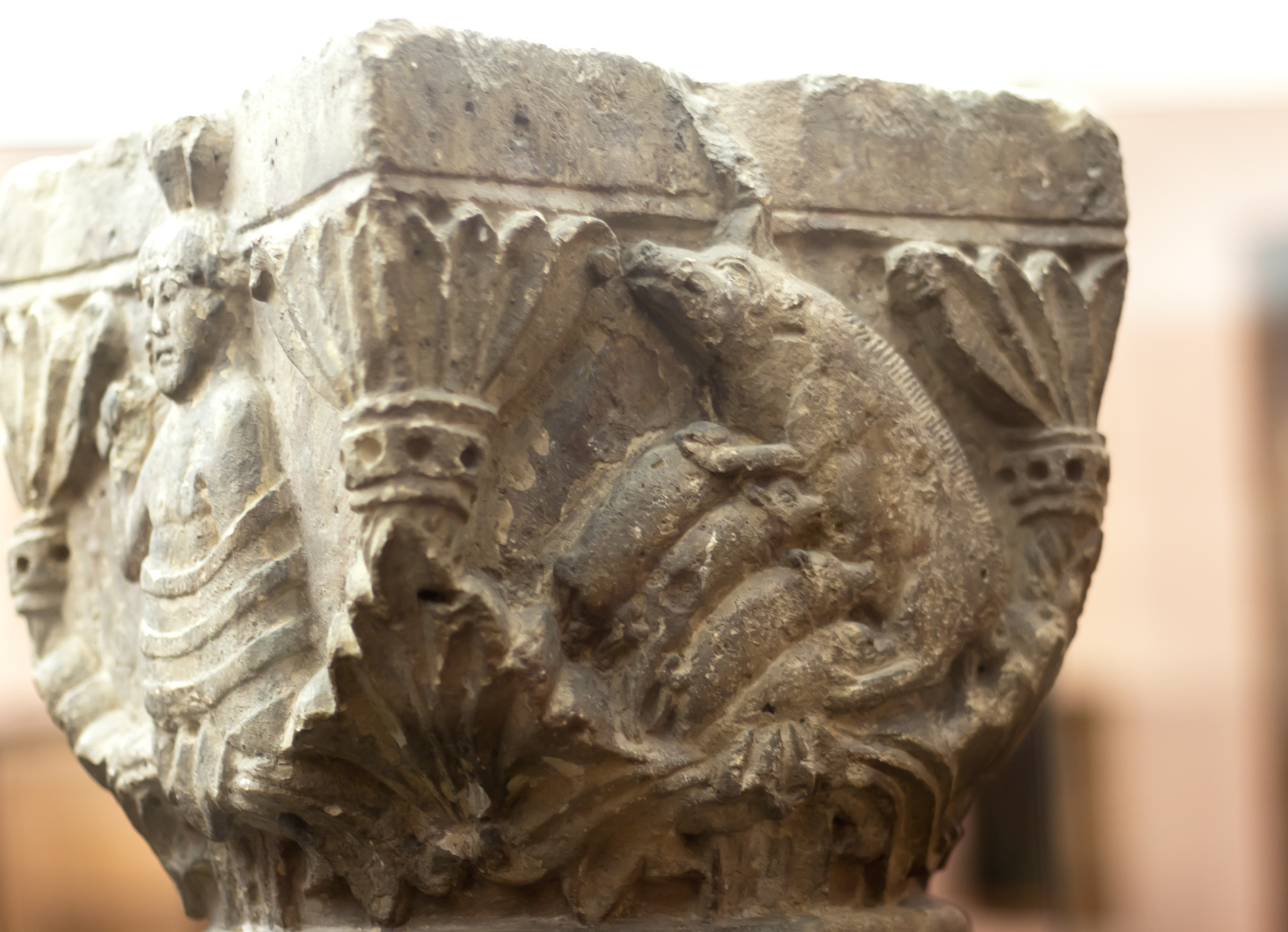
Relief aus St. Severin im Kölnischen Stadtmuseum

Zwei Reliefs einer Sau mit Ferkeln, eins an einem Tor in Remagen und eins an einem Kapitell, vermutlich aus St. Severin (Köln), entstanden im 12. Jahrhundert und wurden wohl von Bestiarien angeregt. Sie symbolisieren gula und luxuria, jedoch ohne Bezug auf Juden.
Im Hochmittelalter stieg der Katholizismus zur herrschenden Weltanschauung Europas auf. Skulpturen an Kirchengebäuden stellten die siegreiche Ecclesia der unterlegenen Synagoga gegenüber (Ecclesia und Synagoge). Beide Figuren waren meist hoheitsvoll und wohlgestaltet. Während der Kreuzzüge (ab 1096) erhielt die Synagogenfigur auch vulgäre und pornografische Züge, etwa indem sie auf einer Sau gegen die Kirchenfigur reitet, die hoch zu Ross sitzt, oder sich mit der nackten Eva als Symbol von Unzucht, Erbsünde und Tod verbündet. Ab dem 12. Jahrhundert neigten manche christliche Theologen in ihren Texten dazu, Juden mit Tieren gleichzusetzen. Odo von Cambrai erwog nach einer erfolglosen Disputation, ob sein jüdischer Gegner wegen seiner beharrlichen Abwehr des Christentums nicht eher unverständiges Tier als Mensch sei. Petrus Venerabilis bestätigte dies.
Im 13. Jahrhundert wurde die frühkirchliche Substitutionstheologie sozialpolitisch zementiert. Das 4. Laterankonzil von 1215 ordnete eine diskriminierende Kleiderordnung für Juden und ihren Ausschluss aus weltlichen Ämtern an. Das markierte sie als „Ungläubige“ und leitete ihre spätere europaweite Ghettoisierung ein. Im selben Zeitraum wurden Juden immer häufiger angeklagt, Ritualmorde und Hostienfrevel zu verüben. Neben solche Anklagen trat ab 1230 das bildhafte „Judensau“-Motiv in und an Kirchengebäuden. Es kam ohne Begleittext aus, beleidigte und verhöhnte Juden direkt, indem es sie mit dem am meisten verachteten Tier, mit Schmutz, Völlerei und Wollust identifizierte. Es trat fast nur in deutschsprachigen Orten im oder benachbart zum damaligen Heiligen Römischen Reich auf.
Seit etwa 1380 bezeichneten Christen zwangsgetaufte Juden in Spanien als Marranos („Schweine“), die innerlich Juden geblieben seien. Sie unterstellten ihnen eine unveränderliche Wesensart und schlossen sie mit dem frührassistischen Kriterium der Blutsreinheit (limpieza de sangre) vom gesellschaftlichen Aufstieg aus. Später wurden die spanischen Juden und Judenchristen vertrieben, viele bei Pogromen ermordet. Dabei gelangte das Schimpfwort Marranos auch nach Italien. Es gilt als Äquivalent zum deutschen Wort „Judensau“, das solche Skulpturen vielleicht mit anregte. Zwei um 1500 geschnitzte Miserikordien im Chorgestühl der Kathedrale von Ciudad Rodrigo (Spanien) stellen ein lesendes oder schreibendes Schwein dar. Laut einigen Kunsthistorikern sollten damit gebildete Marranos herabgesetzt werden.
Jedoch wurden zwangskonvertierte Juden in Europa nicht zum Schweinefleischverzehr genötigt, und kirchliche Quellen werteten das kultische Schweinefleischverbot für Juden nicht ab. Was genau das Judensaumotiv literarisch angeregt hat, ist daher ungeklärt.
Die bildhafte Assoziation von Juden mit Schweinen und der „Judeneid“ können sich gegenseitig beeinflusst haben: Laut dem Sachsenspiegel (ab 1220) und dem Schwabenspiegel (ab 1380) mussten Juden, die im Rechtsstreit mit Christen einen Eid leisten wollten, dabei barfuß auf der Schwarte einer Sau stehen. Der Sachsenspiegel verlangte zudem, dass die Sau zwei Wochen zuvor Ferkel geboren hatte.

## Reliefs, Skulpturen und Wandbilder ab 1230

### Hauptmerkmale und Zweck

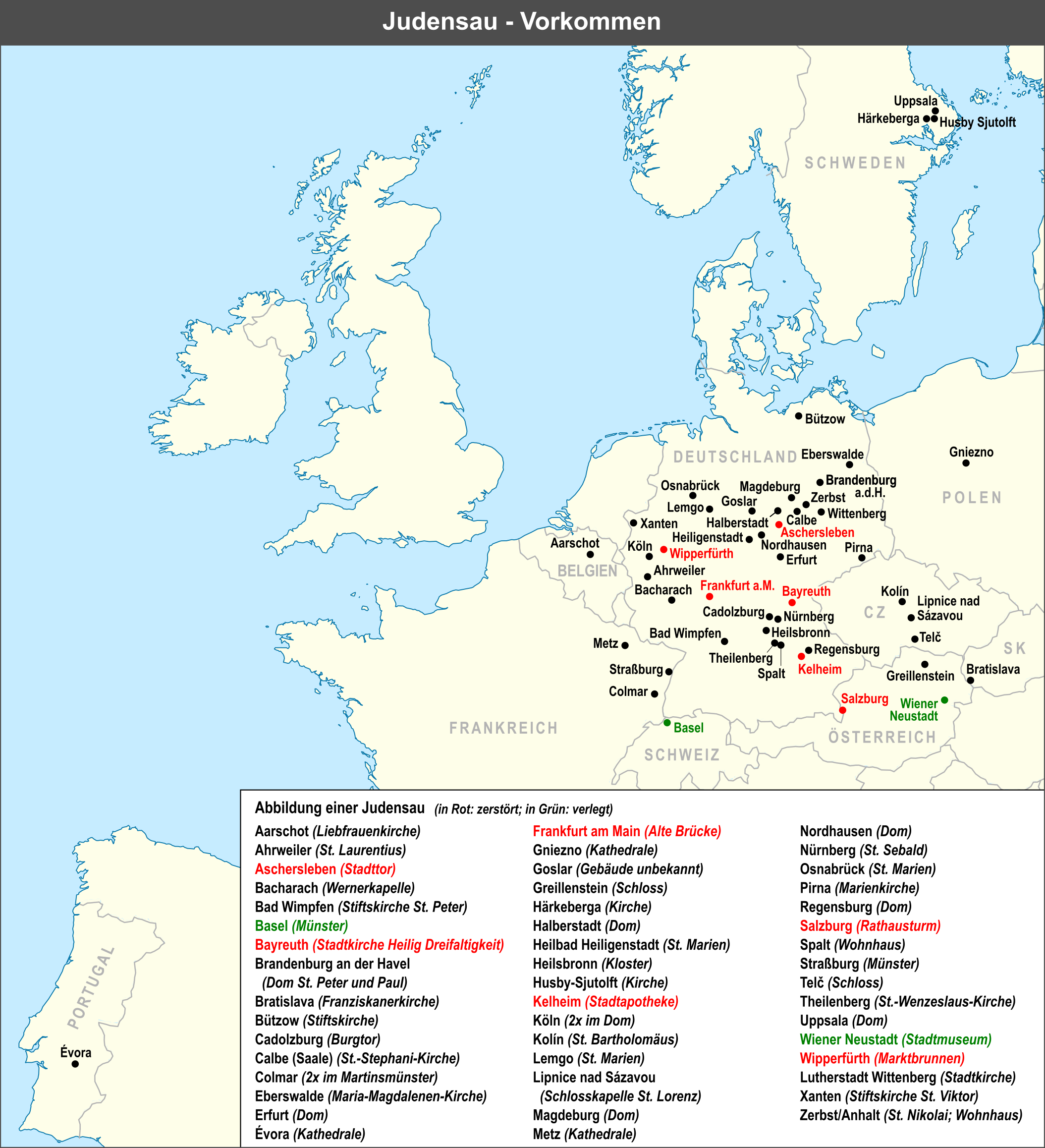
Vorkommen des „Judensau“-Motivs als Skulptur, Relief oder Wandbild

Mittelalterliche Plastiken oder Wandbilder einer „Judensau“ stellen Menschen und Schweine in intimem Kontakt dar. Die menschlichen Figuren zeigen die typischen Kennzeichen der vom Laterankonzil 1215 verordneten Judentracht, etwa einen „Judenhut“. Oft saugen sie wie Ferkel an den Zitzen einer Sau, küssen, lecken oder umarmen Schweine. In anderen Varianten reiten sie verkehrt herum auf einem Schwein, das Gesicht dem Anus zugewandt, aus dem Kot und Urin spritzt.
Diese Bilder gelten als früheste Form einer judenfeindlichen Karikatur, die drei sozialpsychologische Hauptzwecke erfüllte:
- die Juden dem allgemeinen Spott preiszugeben, indem auf ihre angeblich typischen Verhaltensweisen hingedeutet wurde;
- diese antijudaistischen Vorurteile der Betrachter zu verfestigen und zur Abgrenzung von Juden, indirekt so auch zum Handeln gegen sie zu ermuntern;
- die Juden in ihrem religiösen Selbstverständnis anzugreifen und zu verletzen.[35]

Das häufige Motiv des Saugens an Zitzen und After einer Sau stellt Juden als Heuchler dar, die ihr eigenes Toraverbot brechen und sich heimlich Milch und Exkremente des Schweins zuführen. Das Bildschema würdigt sie mehrfach herab: Es bezichtigt sie des Brechens von Anstandsregeln und religiösen Tabus, des Begehens der Todsünden Völlerei und Wollust und der intimen Beziehung zu Tieren. Es entmenschlicht sie zu Wesen, die der Verdammnis geweiht seien und nicht respektiert werden könnten.
Die dargestellte Intimität zwischen Mensch und Tier wird häufig mit Ausscheidungs- und Verdauungsprozessen verknüpft. Diese Obszönität sollte beim Betrachter Ekel, Schamgefühl, Hass und Verachtung hervorrufen und Juden möglichst wirksam diffamieren, in besonders quälender Form öffentlich verunglimpfen, demütigen und aus der menschlichen Gemeinschaft ausgrenzen. Die Motive suggerieren dem Betrachter, dass Juden besonders sündige, abstoßende, verkehrte und ausschweifende Dinge tun und mit Schweinen artverwandt seien. Das verneint ihre Menschenwürde, auf die es in der jüdischen Religion gerade ankommt. So untermauerte das Motiv die gesellschaftliche Distanz zur jüdischen Minderheit. Darum sehen Historiker darin einen Vorläufer des späteren Antisemitismus.

### Vorkommen
Die genaue Zahl der bildhaften „Judensau“-Darstellungen an Gebäuden ist ungewiss. Bis 2007 waren in Europa 48 Exemplare, mindestens vier weitere wurden seitdem bekannt. Mindestens 47 Exemplare sind noch vorhanden, davon 39 an oder in Kirchen, fünf an oder bei anderen Gebäuden, zwei in Museen. Einige sind stark verwittert oder beschädigt; sechs sind zerstört und nur noch literarisch, grafisch oder fotografisch dokumentiert. Weitere sind nur in frühen Quellen erwähnt und nicht mehr auffindbar.
| Ort                                                    | Merkmale | Entstehungszeit               | Bild   |
| ------------------------------------------------------ | --- | ----------------------------- | ------ |
| Liebfrauenkirche (Aarschot), Belgien                   | Miserikordie | um 1500                       |        |
| St. Laurentius (Ahrweiler)                             | Wasserspeier | 1295                          |        |
| Aschersleben                                           | Sau-Relief am „Sautor“, zerstört | 1494                          |        |
| Wernerkapelle (Bacharach)                              | Wasserspeier; stark beschädigt | um 1290                       |        |
| Stiftskirche St. Peter (Bad Wimpfen)                   | Wasserspeier; restaurierte Kopie. Original seit 1995 im Reichsstädtischen Museum                                                           |                               |        |
| Basler Münster, Schweiz                                | geschnitzte Miserikordie am Domherrengestühl, 1932 entfernt                                                                                | nach 1363                     |        |
| Heilig Dreifaltigkeit (Bayreuth)                       | Sockel einer Heiligenfigur außen, 2004 großenteils zerstört                                                                                | 1430–1440                     |        |
| St. Peter und Paul (Brandenburg an der Havel)          | Säulenkapitell im Kreuzgang | um 1230                       |        |
| Franziskanerkirche (Bratislava), Slowakei              | Wasserspeier an Außensäule; 1897 ersetzt; Original verloren                                                                                | 1280–1297                     | [ 55 ] |
| Stiftskirche Bützow                                    | Kapitellrelief an einem Bündelpfeiler beim Eingang; restauriert                                                                            | um 1314                       |        |
| Burgtor Cadolzburg                                     | Sandsteinrelief, stark verwittert | ab 1420                       |        |
| St.-Stephani-Kirche (Calbe)                            | unechter Wasserspeier, 2019/2020 restauriert und verhüllt                                                                                  | um 1900                       |        |
| Martinsmünster (Colmar)                                | Figur beim Westportal | um 1350                       |        |
| Martinsmünster Colmar                                  | Wasserspeier an Südseite des Chores | um 1350                       |        |
| Maria-Magdalenen-Kirche (Eberswalde)                   | Säulenkapitell im nördlichen Seitenschiff                                                                                                  | um 1284                       |        |
| Erfurter Dom                                           | spätgotisches geschnitztes Flachrelief am linken Chorgestühl                                                                               | 1400–1410                     |        |
| Kathedrale von Évora, Portugal                         | Konsole des Axialportals | um 1330                       |        |
| Alte Brücke (Frankfurt am Main)                        | Außengemälde am Brückenturm, 1801 zerstört                                                                                                 | 1475                          |        |
| Kathedrale von Gniezno                                 | Kapitell mit Relief am Portal der St. Andreas Kapelle                                                                                      | um 1350                       |        |
| Goslar                                                 | Stück eines Säulenkapitells aus unbekanntem Gebäude Goslars, ausgestellt im Lapidarium der Kaiserpfalz Goslar                              | um 1250                       |        |
| Schloss Greillenstein                                  | Zwergenfigur aus Granit | um 1700                       | [ 70 ] |
| Härkeberga kyrka, Uppland, Schweden                    | Innenwandgemälde von Albertus Pictor | um 1480                       |        |
| Dom zu Halberstadt                                     | Sandstein-Konsole eines Standbilds der Chorscheitelkapelle                                                                                 | 1362 bis 1400                 |        |
| St. Marien (Heilbad Heiligenstadt)                     | Fragment eines Wasserspeiers der Annenkapelle, stark verwittert                                                                            | um 1300                       |        |
| Kloster Heiligenberg                                   | Siegelstempel | 1240-1250                     |        |
| Kloster Heilsbronn                                     | Sockel für Heiligenfigur an Säule im „Mortuarium“                                                                                          | um 1430                       |        |
| Kirche von Husby-Sjutolft, Uppland, Schweden           | Deckenfresko von Albertus Pictor | 1470–1480                     |        |
| Stadtapotheke Kelheim                                  | Außenwandrelief, 1945 entfernt | 1519                          |        |
| Kölner Dom                                             | Holzschnitzerei am Chorgestühl | um 1310                       |        |
| Kölner Dom                                             | Wasserspeier am Südostchor, restauriert | um 1280                       |        |
| St. Bartholomäus (Kolín), Tschechien                   | Kapitell der südöstlichen Innensäule | um 1280                       |        |
| St. Marien (Lemgo)                                     | Sandsteinskulptur, westliches Atrium | um 1310                       |        |
| Schlosskapelle St. Lorenz der Burg Lipnice, Tschechien | Säulenkapitell im Altarraum | um 1350                       |        |
| Magdeburger Dom                                        | Sandsteinfries, Ernst-Kapelle | um 1270 oder 1493             |        |
| Kathedrale von Metz                                    | Sandsteinrelief, Karmel-Kapelle | um 1300–1330                  |        |
| Nordhäuser Dom                                         | geschnitztes Chorgestühl | um 1380                       |        |
| St. Sebald (Nürnberg)                                  | Sandsteinskulptur als Konsole am Südostchor, restauriert                                                                                   | um 1380                       |        |
| St. Marien (Osnabrück)                                 | Sandsteinskulptur am Brautportal | um 1330; nachgebildet um 1850 | [ 85 ] |
| Marienkirche (Pirna)                                   | Steinskulptur am Fuß der Kanzel | ~1520                         |        |
| Regensburger Dom                                       | Steinskulptur, Wandpfeiler außen am Südeingang, restauriert                                                                                | 14. Jh.                       |        |
| Salzburg, Österreich                                   | Steinskulptur am Rathausturm von Hans Valkenauer; um 1800 entfernt                                                                         | um 1487                       |        |
| Spalt                                                  | Sandsteinrelief am Haus Stiftsgasse 10; stark verwittert                                                                                   | 15. Jh.                       |        |
| Straßburger Münster                                    | Sandsteinreliefs in Arkaden-Zwickeln des Triforiums                                                                                        | 1250-1290                     |        |
| Schloss Telč                                           | Holzschnitzerei im Goldenen Saal | 1550–1561                     |        |
| St. Wenzeslaus (Theilenberg)                           | Sandsteinrelief an der Ostseite des Turms; stark verwittert                                                                                | 14. Jh.                       |        |
| Dom zu Uppsala, Schweden                               | Relief am Säulenkapitell im Chor | um 1350                       |        |
| Wiener Neustadt, Österreich                            | Sandsteinrelief am Hauptplatz Nr. 16; beschädigt; heute im Museum St. Peter an der Sperr                                                   | ab 1496                       |        |
| Wipperfürth                                            | Kupferrelief am Marktbrunnen; um 1850 entfernt                                                                                             | 1331                          |        |
| Stadtkirche Lutherstadt Wittenberg                     | „Judensau“-Relief an der Stadtkirche Lutherstadt Wittenberg, 1570 an die Südostecke der Chorfassade verlegt und betitelt, 2012 restauriert | um 1290                       |        |
| St. Viktor (Xanten)                                    | Steinsockel einer Marienfigur an der Nordseite vor dem Hochchor                                                                            | 1263–1267                     |        |
| St. Nikolai (Zerbst/Anhalt)                            | Steinrelief an Strebepfeiler der Nordostseite                                                                                              | 1446–1448                     |        |
| Zerbst/Anhalt                                          | geschnitzter gotischer Balken am Wohnhaus Markt 16; heute im Stadtmuseum                                                                   |                               |        |

Isaiah Shachar lokalisierte in seiner maßgeblichen Forschungsarbeit 37 „Judensau“-Skulpturen, darunter mindestens vier nicht oder nicht mehr vorhandene aus unbestätigten gedruckten Quellen:
- an Gasthöfen in Dessau, um Berliner Juden vom Besuch fernzuhalten;
- in Diesdorf;
- an einer Hauptkirche in Köthen (Anhalt);
- in Torgau.[101]

Die von 1856 bis 1921 kolportierte Angabe einer „Judensau“ im Freisinger Dom wurde 1995 entkräftet. Auch die von Shachar erwähnten Beispiele in Friedberg (Hessen) und Heidingsfeld sind fiktiv.

### Bedeutungswandel
Als älteste bekannte „Judensau“ gilt das um 1230 entstandene Relief an einem Säulenkapitell im Domkreuzgang von Brandenburg. Es zeigt ein Mischwesen mit Schweinekörper und Menschenkopf, der laut Isaiah Shachar den 1215 verordneten Judenhut trägt. Diese Version sei später nicht mehr aufgegriffen worden. Joachim Schlenk deutete das Relief dagegen 1987 als Fabelwesen und Sinnbild für christliche Demut. Der Spitzhut sei ein Ritterhelm, kein Judenhut.
In das 13. Jahrhundert datierte Shachar auch die Skulpturen in Bad Wimpfen, Eberswalde, Lemgo, Magdeburg und Xanten. Er deutete sie als „moralische Exempelfiguren für alle Sünder“, die noch nicht das Judentum als solches verhöhnen, sondern Christen eindringlich vor dem angeblichen „sündhaften Treiben“ der Juden warnen sollten. Das Schwein symbolisierte im Mittelalter den Teufel. Die Bilder verkündeten dem Betrachter also, dass Juden als Ungläubige dem Teufel verfallen seien und außerhalb der christlichen, ja der menschlichen Gemeinschaft stünden.
Der Wasserspeier in Bad Wimpfen gehört zu den ältesten Beispielen und entstand wohl, noch bevor Juden sich vor Ort ansiedelten. Er zeigt eine riesige Sau, an deren rechtem Vorderbein eine Figur mit Judenhut und Vollbart kniet und an einer Zitze saugt. Die rechte Hand hält sie, die linke drängt ein Ferkel fort, das an einer anderen Zitze gegenüber saugt.
Das Relief an einem Säulenkapitell im nördlichen Seitenschiff der Maria-Magdalenen-Kirche in Eberswalde zeigt eine Sau, die eine Figur mit Judenhut küsst. Es war zum benachbarten damaligen Judenviertel ausgerichtet. Nach dem Vorwurf eines Hostienfrevels kam es in Eberswalde zu einem Judenpogrom.
Das Relief in Xanten gehört zu einem Konsolenpaar, das Skulpturen von Maria und Elisabet trägt. Es
zeigt eine kniende Figur, in deren Judenhut eine Sau beißt, während eine zweite, nackte kauernde Judenfigur an ihrer Zitze saugt. Die zweite Konsole stellt einen Löwen und einen Drachen im Kampf miteinander dar. Laut Isaiah Shachar sollten beide Szenen die Christen vor den Mächten des Bösen warnen, im Kontrast zur heilvollen Begegnung der Mütter Jesu und des Täufers darüber. Dabei habe das Judensaurelief eine satirische Komponente: Die Sau beißt gierig in den Hut, wie der kleinere Jude in ihre Zitze beißt, so dass sie sich gegenseitig „aussaugen“. Gier und Völlerei sei das zentrale Motiv dieser Szene, bösartige Wildheit das der anderen. Juden waren seit 1096 in Xanten wohnhaft und mehrmals Pogromen und Zwangstaufen ausgeliefert.
In das 14. Jahrhundert datiert Shachar die Figuren in Colmar, Gnesen, Heiligenstadt, Köln, Metz, Nordhausen, Regensburg und Uppsala. Er bestritt ihre Herkunft aus dem Motiv der Kapitolinischen Wölfin, die Romulus und Remus säugt. Dagegen deutete der Historiker Rudolf Reiser die Regensburger Skulptur 2013 wegen ihres langen Schwanzes als säugende Wölfin.
Das Fries im Magdeburger Dom zeigt drei männliche Figuren mit Spitzhüten. Eine kniet neben zwei Ferkeln unter einer Sau und saugt  an einer Zitze; die zweite ist dem Hinterteil der Sau zugewandt, das ihre abgebrochene rechte Hand wohl berührte; die dritte hält eine Schriftrolle. Eine der Sau zugewandte Frau hält eine Schüssel mit Eicheln. Zwischen den Beinen der Sau tummeln sich zwei Hunde. Diese Verbindung zweier verachteter Tierarten sollte die Juden noch stärker erniedrigen.
Die Schnitzerei im Kölner Dom zeigt drei als Juden markierte Figuren: Einer umarmt eine Sau, der zweite saugt kniend an ihren Zitzen, der dritte füttert sie. Eine weitere Holzwange zeigt zwei Judenfiguren, aus deren Trog ein Schwein und mehrere Ferkel herausfallen. Eine führt einen christlichen Knaben an der Hand. Ein „W“ und „Mart“ darüber identifiziert diesen als den angeblich von Juden ermordeten Märtyrer Werner von Oberwesel. Diese seit 1287 bekannte Ritualmordlegende führte im Rheinland oft zu Pogromen an Juden.
Das Relief in St. Sebald (Nürnberg) zeigt vier männliche Figuren. Zwei hängen an den Zitzen einer Sau; eine davon trägt den Judenhut. Eine füttert links die Sau, eine fängt ihre Exkremente in einem Topf auf. Die Konsole sollte ursprünglich eine Heiligenfigur tragen.
Zwei Reliefs in Böhmen ahmen die etablierten deutschen Versionen nach. In Kolín sieht man drei männliche Figuren mit Judenhut unter einer Sau; einer saugt ihre Zitze, einer hält ihren Schwanz, der dritte füttert sie. Dies symbolisiert die Todsünde der Völlerei. In der zum Bistum Magdeburg gehörigen Stadt wohnten anfangs meist deutschsprachige Christen, keine Juden. Die Figur in der Burgkapelle von Lipnice nad Sázavou ist von dämonischen Köpfen an weiteren Säulen umgeben, darunter einem Teufelskopf mit Grimasse, Stoßzähnen und herausgestreckter Zunge. Sie war jedoch hinter dem Altar platziert.
Das Relief in Bützow zeigt fünf als Juden markierte Figuren bei einer Muttersau. Eine auf einem Thronstuhl sitzende Figur liest in einem Buch und unterweist die übrigen offenbar im Umgang mit der Sau. Dies diffamiert Tora und Talmud des Judentums. Ein weiteres Relief an der Säule gegenüber zeigt zwei sitzende Affen mit Judenhüten, die einen Spiegel halten und mit der freien Hand auf ihre Köpfe zeigen. Die Komposition ist einmalig.
Der südliche Wasserspeier am Münster Colmar zeigt eine riesige Sau mit weit geöffnetem Maul und vier Figuren mit Judenhüten, langem Haar, Bärten und Mänteln, davon zwei, die an den Zitzen der Sau saugen.
Das Relief im Erfurter Dom stellt den religiösen Gegensatz als Turnier dar: Die Kirchenfigur reitet auf einem Pferd, die Synagogenfigur auf einem Schwein. Auf dem geschnitzten Holzrelief in Aarschot reitet ein Jude rückwärts auf einem Ziegenbock, der auch ein Teufelssymbol war, und hebt dessen Schwanz an.
Das Konsolenrelief in Evora zeigt zwei Figuren mit dem typischen Judenhut. Eine ist als Hund, die andere als Mensch mit Schweinekopf dargestellt, identifiziert also Jude und Schwein. Dieses einzige südeuropäische Beispiel wird vereinzelt mit den mitteleuropäischen Figuren verglichen.
Ein im Kloster Heiligenberg bei Bruchhausen-Vilsen gefundenes Stempelsiegel aus dem 13. Jahrhundert zeigt einen Juden mit Spitzhut, der am Hinterteil einer Sau kniet, ein Hinterbein hält und seinen Mund ihrem After zuwendet. Die zugehörige lateinische Umschrift wurde verschieden gedeutet. Wer der Siegelführer war und wozu das diffamierende Siegelbild gewählt wurde, sind ungeklärte Forschungsfragen.
Das Wandgemälde in Spalt zeigt einen Juden mit Spitzhut, der unter einer Sau liegt und an einer ihrer Zitzen saugt, während er mit einem Arm ein Vorderbein der Sau hochdrückt. Es war ursprünglich an der Bibliothek des Spalter Chorherrenstifts angebracht. Es wurde bei einer Hausrenovierung 1969 verputzt, konnte aber wieder freigelegt werden.
Die Skulptur an St. Nikolai in Zerbst entstand im Kontext einer lokalen Pest-Epidemie von 1448 und Pestpogromen an Judengemeinden.
Das Brautportal der ab 1300 erbauten gotischen Hallenkirche St. Marien in Osnabrück ist links und rechts von je fünf Skulpturen flankiert, die das Gleichnis von den klugen und törichten Jungfrauen darstellen. Die Kontrastfiguren der Ecclesia links (mit Krone) und Synagoga rechts (mit Augenbinde) führen die jeweilige Fünferreihe an. Der Sockel der Synagogenfigur ist als Sau modelliert. Das diffamierte die jüdischen Familien, die 1327 in der benachbarten „Schweinestraße“ (damaliger Name) hinter der Kirche wohnten. 1336 zwang der Stadtrat den lokalen Juden einen separaten Fleischverkauf auf und markierte ihre Verkaufsbänke mit einem „Judenbild“, wahrscheinlich einer weiteren „Judensau“. 1350 wurden die Osnabrücker Juden bei einem Pestpogrom fast alle ermordet, ihr Eigentum wurde geraubt.
Das „Judensau“-Relief an der Stadtkirche Lutherstadt Wittenberg entstand um 1290 beim Kirchenbau. Es gehörte wohl zu einem Bildzyklus zur Abwehr von Dämonen und Sünden an der Nordfassade, wurde aber 1570 bei einem Umbau an die Südostecke des Chors versetzt. Dabei wurde die Überschrift Rabini Schem HaMphoras ergänzt, die mit Bezug auf Martin Luthers Schmähschrift Vom Schem Hamphoras (1543) den hebräischen Gottesnamen und das rabbinische Judentum als Schweinerei diffamiert. Das verschärfte den religiösen Gegensatz von Kirche und Synagoge in der frühen Neuzeit zur totalen Verachtung des Judentums.
Ab dem 15. Jahrhundert erschienen solche Bilder auch an nichtkirchlichen Bauten, also für einen erweiterten Adressatenkreis des Bürgertums. Das älteste Beispiel ist das Relief am Burgtor von Cadolzburg (gebaut ab 1420) unter den Wappen der Hohenzollern. Es zeigt drei Figuren, die eine Sau umgeben: Eine mit Judenhut beugt sich zu ihrem Hinterteil, eine kniet und saugt an einer Zitze, die dritte mit Bart umarmt ihren Hals. Weitere Judenfiguren tanzen um ein Goldenes Kalb.
Das Wandbild am Frankfurter Brückenturm (um 1475) zeigte einen Rabbiner, der verkehrt herum auf einer Sau reitet, einen jungen Juden unter dem Bauch an den Zitzen, einen weiteren am After oder der Vulva saugend; hinter der Sau stehend den Teufel und eine auf einem Ziegenbock reitende Jüdin. Darüber war der verstümmelte und gefolterte Simon von Trient zu sehen. Unter dem Bild stand: „Saug du die Milch, friß du den Dreck, Das ist doch euer best Geschleck.“ Diese Verknüpfung des „Judensau“-Motivs mit einer Ritualmordlegende sollte eine Pogromstimmung schüren. Beim Fettmilch-Aufstand (1614) wurde dieses Bild auch als Glasfenstergemälde an einem Bürgerhaus dargestellt. In den 1690er Jahren ließ der Stadtrat das Wandbild trotz Protesten der Frankfurter Juden erneuern. Es befand sich direkt gegenüber der Frankfurter Judengasse und blieb bis zum Abriss des Brückenturms 1801 eine touristische Attraktion der Stadt.
1494 vertrieb die Stadt Aschersleben die dortigen Juden durch das westliche Stadttor und ließ ein Saurelief daran anbringen. Eine im Türknauf der nahen Stephanikirche gefundene Urkunde belegt den Vorgang: Die Bürger hätten „zum Andenken an der Juden Vertreibung und den Juden zum Abscheu und in Warnung nicht wieder zu kommen“ eine steinerne Sau über dem Tor angebracht. Damit endete die jüdische Gemeinde in Aschersleben für mehrere Jahrhunderte. Das „Sautor“ wurde später zerstört.
Eine Steingravur an einem Privathaus in Kelheim von 1519 zeigte eine Sau, die als Juden markierte Figuren zum Lesen einer Gebotstafel mit hebräischen Buchstaben bringen. Das verhöhnte den jüdischen Toraglauben. Die Inschrift darunter bezog sich auf die damalige Vertreibung der Regensburger Juden. Das Bild wurde vor 1850 auf Klagen von Juden abgenommen, aber 1895 an die Fassade der Stadtapotheke verlegt. Als einziges öffentliches „Judensau“-Bild wurde es 1945 zerstört, auf Befehl eines Offiziers der US Army. Es ist nur noch auf Fotografien dokumentiert.
Um 1520, während der Reformation, schuf der Bildhauer Franz Maidburg die Kanzel der Marienkirche Pirna. Die männliche Figur am Kanzelfuß mit Schweinsgesicht trägt einen Judenhut und hält einen Geldbeutel in der Hand, die ihn unter den Mantel führt, offenbar um ihn zu verstecken.
In Posen malte ein Maler im Auftrag des Stadtrats 1618 judenfeindliche Gemälde auf die Rathauswand, darunter einen auf einem Schwein reitenden Juden. Um die Bilder entfernen zu lassen, mussten protestierende Juden den Maler bezahlen. Im Verlauf schlugen und verletzten der Malergehilfe und ein Stadtrufer örtliche Juden, beschädigten ihre Synagoge und plünderten ihre Häuser. Der Vorgang zeigt, wie städtische Autoritäten das inzwischen säkularisierte „Judensau“-Motiv benutzten.
Im 13-köpfigen Zwergenkabinett des Schlosses Greillenstein steht die Figur eines Juden, der auf einem Schwein reitet: Er hält in der rechten Hand ein Buch der Tora, in der linken einen Geldbeutel dem Schwein vor die Schnauze. Seine Haltung parodiert Reiterporträts von Monarchen und Feldherren. Die Figur gehört zu einer um 1700 entstandenen Skulpturensammlung für den Schlossgarten.
Der Wasserspeier in Calbe zeigt das stereotypisierte Gesicht eines „Ostjuden“ und entstand daher wahrscheinlich erst um 1900.

## Druckerzeugnisse ab 1440

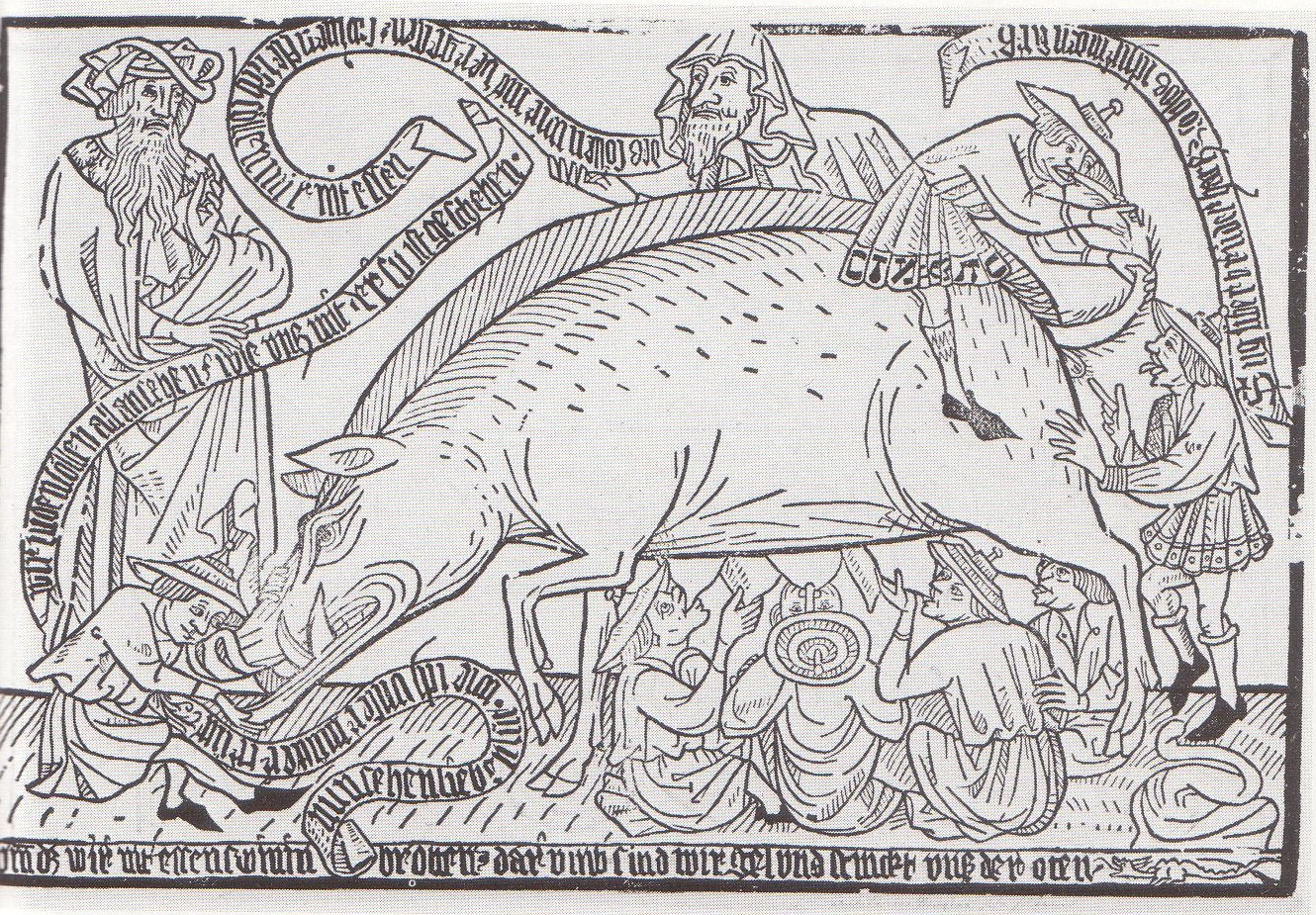
Einblattholzschnitt aus Breisach, um 1450–1500

### Grafiken
Seit der Erfindung der Druckpresse (um 1440) findet sich das Motiv vermehrt auf Druckgrafiken und gelangte so mit anderen antijüdischen Stereotypen in die populäre Kunst. Ein zwischen 1450 und 1500 hergestellter und als Einblattdruck vervielfältigter Holzschnitt aus Breisach am Rhein gilt als erste profane Judenkarikatur. Sie zeigt eine riesige Sau, die vier Juden säugt und von drei weiteren umhegt wird. Zwei jüdische Zeugen im Begleittext legen nahe, es gehe dabei um sexuellen Verkehr, nicht um den Verzehr der Sau. Dies unterstellte Juden wie die textlosen älteren Skulpturen einen heimlichen Trieb zum Bruch der Toraverbote. Dagegen deuteten Juden das Schwein dieser Bilder weiterhin als Symbol der gewaltsam herrschenden Macht Roms.
Ein Kupferstich von 1475–1480 zeigt abstoßende, mit dem Gelben Ring als Juden markierte Figuren. Der Innenkreis des Rings ist mit einer Sau ausgefüllt. Sie schneiden ein nacktes Kind mit Messern und fangen sein Blut auf. Der italienische Untertitel verweist auf Simon von Trient. Das Bild verband das „Judensau“-Motiv erstmals mit der Ritualmordlegende und beeinflusste das etwas später entstandene Frankfurter Wandbild.
Der Prager Künstler Matouš illustrierte von 1490 bis 1495 ein Graduale und ein Hymnenbuch für Utraquisten in Kutná Hora mit farbigen Kalligrafien, die „Judensau“-Motive aufgreifen: Ein Mann mit blauem Hut reitet rückwärts auf einer Sau und hält ihren Schwanz fest in der linken Hand. Ein Mann mit Hut reitet im Turnierkampf eine Ziege, sein Gegner einen Eber oder eine Sau. Zwei Männer, einer mit blauem Hut, küsst das Hinterteil einer Ziege, der andere den After eines Schweins. Schon eine Bible moralisée von 1220 enthielt ein Bild eines Juden, der den Hintern einer Ziege küsst. Diese Motive beeinflussten auch deutsche Schandbilder: So zeigte die Anklageschrift gegen Dietrich von Klitzing (1550) eine Figur, die rückwärts auf einem Schwein reitet und den Mund auf dessen Anus presst.
Das Motiv des „Sauritts“ ist mit der „Judensau“ verwandt und taucht vermehrt in Schelt- und Schmähbriefen der frühen Neuzeit auf. Deren Schandbilder zeigen Adressaten, die rückwärts auf einer Sau oder einem Esel reiten und ihr Siegel auf deren Hinterteil drücken. So prangerten sie etwa säumige Schuldner als ehrlos und vertragsbrüchig an und entwerteten ihre Insignien. Bei mehreren abgebildeten Figuren machen sich einige oft am Hintern der Sau zu schaffen, schieben Geld in ihren After oder verehren ihre Exkremente.
Ein bis 1517 illustriertes Graduale für Utraquisten in Litoměřice zeigt im Folio zu Pfingsten biblische Szenen vom Toraempfang des Mose und Opfer des Elija. Das Rahmenwerk stellt blonde nackte Babys eines Menschenpaars einer Sau mit vielen dunkelbraunen Ferkeln gegenüber. Unter ihnen streckt ein Baby seine Hände zum Bauch der Sau und saugt an ihren Zitzen. Dies kontrastiert Christen als fruchtbare Erben des Alten Testaments mit Juden, die sich vom Schwein nähren würden und zu Ferkeln geworden seien. Das Bild spiegelte und verstärkte lokale Konflikte zwischen Utraquisten und der jüdischen Gemeinde. Diese wurde 1541 bei einem Pogrom vernichtet; 1546 wurde Juden die erneute Niederlassung am Ort verboten.
Eins der 30 Holzreliefs, die Zacharias von Neuhaus von 1550 bis 1561 für den Goldenen Saal im Schloss Telč schnitzen ließ, zeigt einen bärtigen Mann im schwarzen Mantel mit dem Gelben Ring. Er reitet eine fliegende Sau, hält ihren Schwanz fest in der linken, einen zerbrochenen Krug in der rechten Hand. Die deutsche Inschrift dazu („Veitl, ein Jude, ein Prüfer von Edelsteinen. Hier reitet er auf einer Sau. Er ist 60 Jahre alt.“) meint eine konkrete Person, eventuell den jüdischen Händler Feytl in Telč. Der zerbrochene Krug stellt ihn als Betrüger dar. Nach Feytls Tod 1561 mussten seine Söhne das Vaterhaus an den Schlossherrn verkaufen. Ob das Relief einen Privatkonflikt oder Judenhass ausdrückt, ist unklar.
Viele frühe Holzschnitte griffen das Frankfurter Wandbild auf und verschärften es. So zeigte ein Flugblatt von 1563 unter dem Titel „Der Juden Messias“ eine von zwei Teufeln begleitete Prozession von 14 Personen mit dem Gelben Ring, die die „Judensau“ zur Hölle tragen. 13 der Figuren sind mit Namen und verunglimpfenden Reimen markiert.
Ab dem 16. Jahrhundert übertrugen Grafiken die assoziative Verbindung von Juden, Sau und Teufel auch auf Körpermerkmale und statteten die menschlichen Figuren etwa mit Schweinsohren, Bocksfüßen und Hörnern aus. Ein antijüdisches Pamphlet von 1571 etwa zeigt auf dem Deckblatt Judenfiguren mit dem Gelben Fleck, Teufelskrallen, Klauen- und Krähenfüßen und Schweinsgesichtern mit Hörnern und Geweihen. Eine davon, ein Gaukler mit Dudelsack, reitet auf einer Sau, die ihre Exkremente frisst. Auch auf „Judenspottmedaillen“ taucht das Motiv ab der Reformationszeit öfter auf.
Die bemalte Holzdecke eines Bürgerhauses in Prag zeigt einen bärtigen Juden mit Hut, der auf einem Schwein reitet. Das Bild entstand um 1744. Im Dezember jenes Jahres befahl die Kaiserin Maria Theresia allen rund 10.000 Juden Prags, die Stadt und Böhmen zu verlassen. Die Vertriebenen wurden ihres Eigentums beraubt.

### Literatur

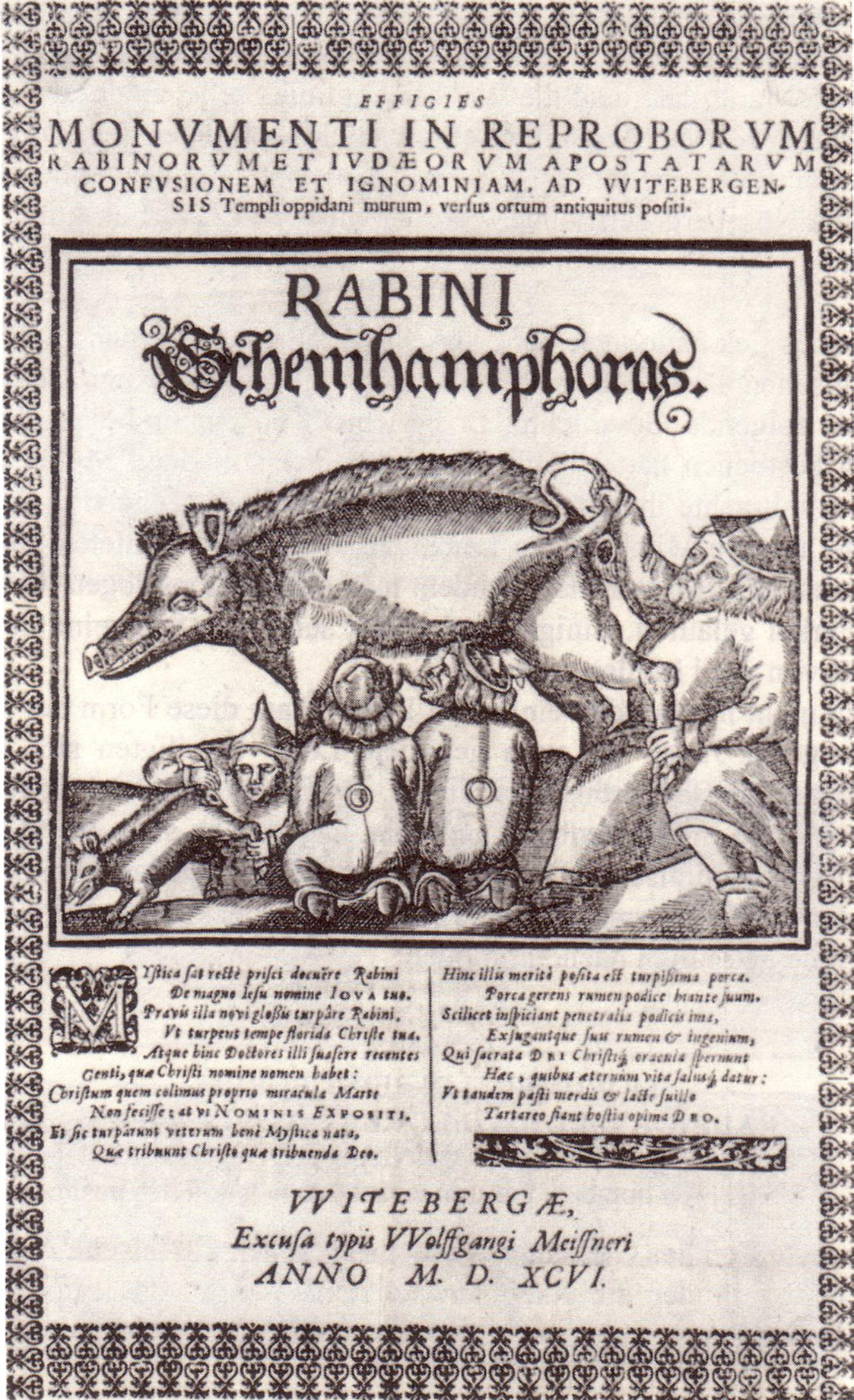
Einblattdruck mit Wittenberger „Judensau“, 1596

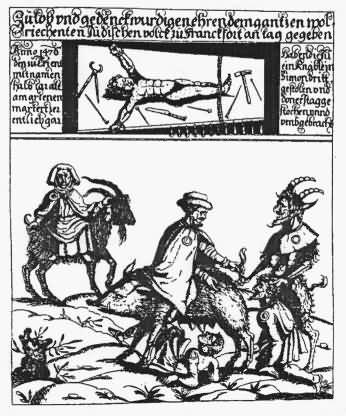
Grafik der Frankfurter „Judensau“ (frühes 17. Jahrhundert)

## Antisemitische Rezeption

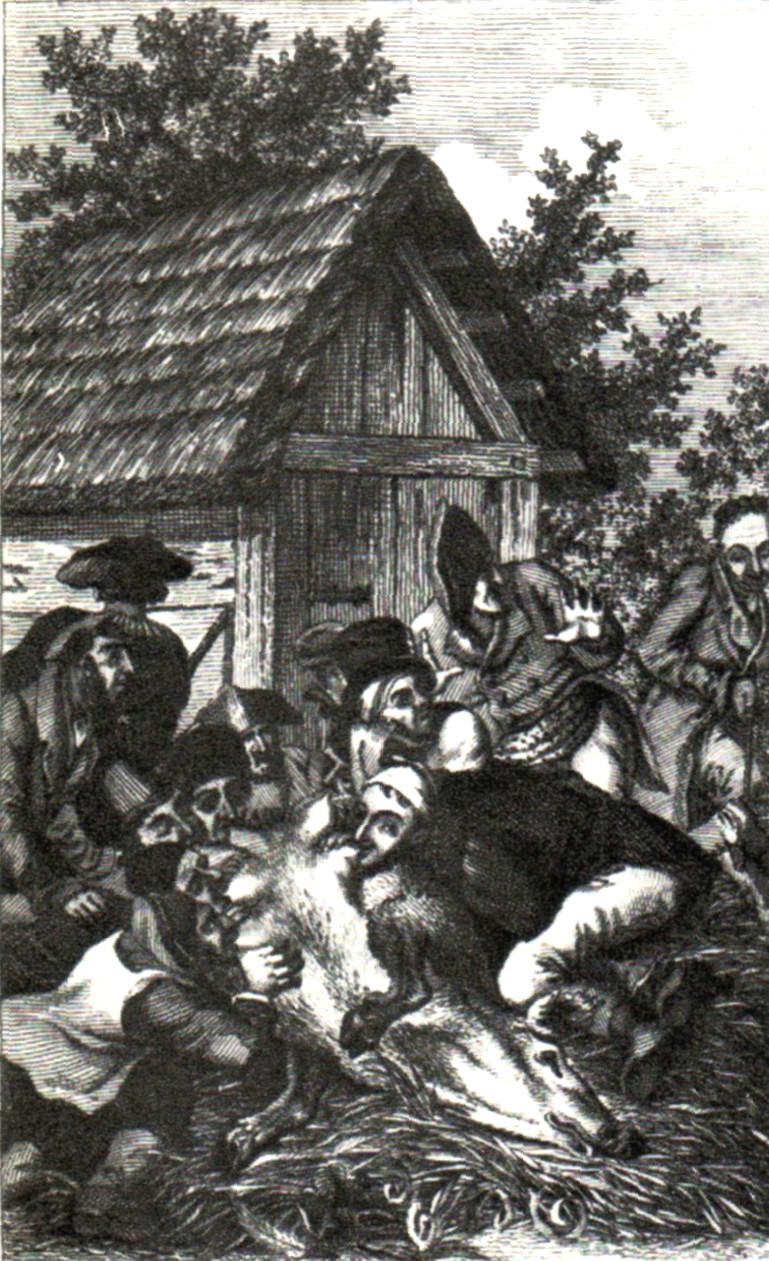
Antisemitische Karikatur aus der „Judenschule“ von Hartwig von Hundt-Radowsky, 1822

### 1800 bis 1933
Die medial breit ausgefächerte antijüdische Propaganda im 19. Jahrhundert setzte eine etablierte, durch die älteren Bildzeugnisse verfestigte Assoziation von Juden mit Schweinen voraus. Das Schimpfwort „Judensau“ wurde in Volksliedern und Kinderreimen weitergetragen. Das Schimpfwort „Saujude“ wurde mit dem Hetzruf „Hep Hep“ durch die Hep-Hep-Krawalle von 1819 populär und auch mit Flugblättern und Spielkarten verbreitet. Es erschien ab 1861 mit vielen anderen antisemitischen Ausdrücken in der Wiener Kirchenzeitung. Prominente christliche Theologen bezichtigten Juden mit diesem Vokabular der revolutionären Erhebungen 1848 und forderten eine endgültige Lösung der „Judenfrage“. Das Schimpfwort wurde in Druckwerken der Folgezeit auch für Pogromaufrufe benutzt.
1852 veröffentlichte Alexander Schöppner in seinem „Sagenbuch der bayerischen Lande“ die satirische Erzählung „Das Synagogenwappen zu Heidingsfeld“: Nachdem der Stadtrat von Heidingsfeld den örtlichen Juden das Anbringen des Stadtwappens an ihrer Synagoge verboten habe, hätten sie sich beim Fürstbischof Adam Friedrich von Seinsheim darüber beklagt. Darauf habe er ihnen befohlen, sein Wappen, das zwei Säue enthielt, an ihrer Synagoge anzubringen. Der Rabbiner habe das befohlene Wappen für koscher erklären müssen; seither äßen die Heidingsfelder Juden gern Schweinefleisch. 1853 erschien ein gleichnamiges Spottgedicht in Alexander Kaufmanns „Mainsagen“, das er nach Eigenaussage zusammen mit Otto Friedrich Gruppe verfasst hatte. Die fiktive Erzählung verdeutlicht die regionale Verachtung der Juden.
Während der gesetzlichen Judenemanzipation (1870–1890) im Deutschen Kaiserreich nahm die Tradition antisemitischer Karikaturen einen Aufschwung. Damalige politische Karikaturen verspotteten die Herrschenden, um über Machtverhältnisse aufzuklären und eine subversive Distanz in der Bevölkerung zu fördern. Dagegen richteten sich antisemitische Karikaturen gegen eine unterlegene Minderheit, die dem Betrachter als verabscheuungswürdig ausgeliefert und als Sündenbock angeboten wurde, etwa für die Wirtschaftskrise 1877. Damit wurden aktuelle Ereignisse aufgegriffen und in Form einer „personalen Typenkarikatur“ auf eine angeblich typische, dauerhafte Charaktereigenschaft aller Juden zugespitzt, die auf Ursachen in der jüdischen Kultur, Religion und einer angeblichen „Rasse“ verweisen sollte.
Ab 1880 entstanden vielfältige antisemitische Alltagsobjekte, die unter anderem das etablierte „Judensau“-Motiv abwandelten: etwa eine Postkarte, die drei als stereotype „Kaftan-Juden“ gekleidete Schweine mit Schläfenlocken im Gespräch auf einer Parkbank zeigt; eine Keramikspardose in Form eines „jüdischen Kapitalistenschweins“; eine Messing- oder Bronzeschale mit dem Relief eines Schweins, das sich einen Juden einverleibt, dessen Kopf ihm aus dem Hintern schaut; eine Porzellanfigur eines jüdischen Hausierers, der hinter einem Schwein sitzt und sich an dessen Ohren festhält; eine Tuschezeichnung eines Juden, der ein Trüffelschwein an der Leine führt und Schriftstücke von Verteidigern des Alfred Dreyfus in der Dreyfusaffäre (1894–1899) in der Manteltasche trägt.
Im und nach dem Ersten Weltkrieg zeigten antisemitische Postkarten mit dem Titel „Levys Werdegang“ einen Juden, der auf einem Schwein reitend einem anderen Juden einen prall gefüllten Geldbeutel übergibt. Das typisierte Juden als angebliche „Kriegsgewinnler“, Profiteure des Krieges und der Kriegsniederlage.
Seit der Gründung der Weimarer Republik 1919 infolge der Novemberrevolution von 1918 beschimpften deutsche Rechtsradikale demokratische Politiker öffentlich als „Novemberverbrecher“ und als „Judensau“. So hetzte ein deutschnationales Stammtischlied von etwa 1920 gegen den damaligen Außenminister:

„Knallen die Gewehre – tak, tak, tak

Aufs schwarze und aufs rote Pack.

Auch Rathenau, der Walther,

Erreicht kein hohes Alter,

Knallt ab den Walther Rathenau,

Die gottverdammte Judensau!“

1922 wurde Rathenau gemäß diesem Aufruf auf offener Straße erschossen.

### Nationalsozialismus
Seit 1919 aktivierten die Nationalsozialisten die mittelalterlichen antijudaistischen Stereotype, die das „Judensau“-Motiv mit Ritualmordlegenden, Motiven von Juden als „Blutsaugern“ und dem „Satan“ verbunden hatten, gezielt für ihre Propaganda. Damit bedrohten sie deutsche Juden schon in der Weimarer Zeit. So beschimpften und schlugen NS-Angehörige den Kaufmann Siegmund Fraenkel im Juni 1923 in einer Münchner Straßenbahn mit den Worten „Du Ostjude, du Saujude“ und verletzten ihn dabei so schwer, dass er zwei Jahre später an den Folgen starb.
Das 1923 gegründete NSDAP-Hetzblatt Der Stürmer übernahm und steigerte die Tradition antisemitischer Karikaturen zu Zerrbildern von Juden mit schiefen Zähnen, Tierklauen, triefenden Mundwinkeln und gierigem Blick, die Scharen junger blonder Mädchen verführten und „vergifteten“: Das verband religiöse mit pornografischen und rassistischen Motiven und bezog sie auf die „Rassenschande“ und das „Aussaugen“ der „arischen Rasse“. Oft verwendete der Stürmer in Titeln und Karikaturen das Bild vom „Judensaustall“, den es auszumisten gelte. In einer Stürmer-Karikatur vom April 1934 symbolisiert das Motiv die angebliche Medienmacht der Juden: Die mit einer Mistgabel durchbohrte Sau trägt die Aufschrift „Juden-Literatur-Verlage“, die Bildunterzeile lautet: „Wenn die Sau tot ist müssen auch die Ferkel verderben.“ Als am Tropf der Verlage hängende „Ferkel“ sind Albert Einstein, Magnus Hirschfeld, Alfred Kerr, Thomas Mann, Erich Maria Remarque und andere dargestellt.
Diese Hetzpropaganda bereitete die Judenverfolgung der NS-Zeit vor, die mit der Ernennung Adolf Hitlers zum Reichskanzler am 30. Januar 1933 einsetzte und vom „Judenboykott“ (1. April 1933) an ständig gesteigert wurde. In Cadolzburg etwa führten Lehrer ihre Schulklassen ab 1933 oft zur dortigen „Judensau“. 1934 veröffentlichte ein NSDAP-Ratsherr ein antisemitisches Spottgedicht über das Relief, und der Gemeinderat ließ eine höhnische Texttafel am Bahnhof aufstellen: „Den Besuchern Cadolzburgs, insbesondere Israeliten wird empfohlen, das Steinbild am äußeren Schloßeingang (sogen. Judensau) zu besichtigen. Es sollen sich deshalb Juden in Cadolzburg von jeher nicht aufgehalten haben.“
Die „Gesetze zum Schutz des deutschen Blutes“ von 1935 verboten Ehen und Sexualkontakte zwischen jüdischen und nichtjüdischen Deutschen streng. Der „Rassenschande“ beschuldigte jüdische Männer wurden öffentlich gedemütigt, indem man ihnen Schilder umhängte, auf denen etwa stand: „Ich nehme, ich Judensau [,] immer nur deutsche Mädchen mit aufs Zimmer.“ Nichtjüdische Frauen wurden als „Judenhure“ gedemütigt und mussten Schilder mit der Aufschrift tragen: „Ich bin am Ort das größte Schwein und lass mich nur mit Juden ein.“
SA-Männer misshandelten und quälten den Nichtjuden Carl von Ossietzky 1936 im KZ Sonnenburg wochenlang unter Rufen wie „Jude“, „Judensau“ und „Sau“. Er starb 1938 auch an den Folgen dieser Folter. Im Verlauf der Novemberpogrome 1938 beschimpften und bedrohten nichtjüdische Deutsche ihre jüdischen Nachbarn und Mitbürger oft als „Judensau“ und beteiligten sich an Zerstörungen jüdischer Geschäfte und Wohnungen durch die SA.
Nach Zeugnissen von Überlebenden verübten manche SS-Aufseher nationalsozialistischer Konzentrationslager sadistische Rituale: Sie zwangen jüdische Häftlinge etwa dazu, sich zu entkleiden und von einem Baum herab zu rufen: „Ich bin eine dreckige Judensau!“ In NS-Prozessen bezeugten Schoa-Überlebende, dass KZ-Aufseher sie monatelang Misshandlungen und Todesdrohungen ausgesetzt und dabei oft auf das Übelste als „Judensau“, „Judenhure“ oder „Drecksjud“ beschimpft hatten. Laut Zeugenaussagen im Auschwitzprozess lieferte eine Täterin eine Jüdin dem Vernichtungslager Auschwitz mit den Worten aus: „Diese Judensau (oder Judenhure) hat lang genug Rassenschande getrieben, sie soll verrecken.“ Edgar Kupfer-Koberwitz, überlebender Häftling des KZ Dachau und Autor der Dachauer Tagebücher, beschrieb die sadistische und traumatisierende Folter der KZ-Aufseher, die einen Häftling beim Hofappell als „Saujud“ und „Judensau“ anbrüllten und stundenlang quälten, und die eigene Ohnmacht im hilflosen Versuch, dem Gequälten beizustehen, in seinem Gedicht „Erinnerung“.

## Fortwirken

### Beschimpfungen
Karena Niehoff, eine „Halbjüdin“, war 1950 Hauptzeugin im Prozess gegen Veit Harlan, den Regisseur des NS-Propagandafilms Jud Süß von 1940. Sie belastete ihn mit der Aussage, er habe den Drehbuchentwurf eigenhändig antisemitisch verschärft. Das Publikum beschimpfte und bedrohte sie daraufhin als „Judensau“, so dass sie Polizeischutz brauchte und der Prozess nichtöffentlich fortgesetzt werden musste. Dies und der Freispruch für Harlan wurden weltweit beachtet und vielfach als Zeichen mangelnder Vergangenheitsbewältigung in der Nachkriegszeit in Deutschland bewertet, so dass der damalige Bundeskanzler Konrad Adenauer den Vorfall öffentlich bedauerte.
Die Ausdrücke „Judensau“, „Saujude(n)“, „Judenschwein(e)“ oder „Schweinejude(n)“ gehören bis heute zum antisemitischen Vokabular, das auf die jahrhundertelange „Judensau“-Tradition zurückgeht. Es sind nach deutschem Strafrecht eindeutig strafbare Beleidigungen. Anders als Fremdenfeindlichkeit entmenschlichen und bedrohen sie Personen in antisemitischer Tradition gezielt als Angehörige eines Kollektivs. Sie sind fester Bestandteil der verbreiteten Schändung jüdischer Friedhöfe.
Seit 1989 nahmen solche Straftaten in Deutschland zu; einige wurden öffentlich stärker beachtet. So wurde das gemeinsame Grab von Bertolt Brecht und Helene Weigel, die jüdischer Herkunft war, kurz nach Öffnung der Berliner Mauer mit der Parole „Sau-Jude“ beschmiert. Am 20. April 1992, dem Jahrestag des „Führergeburtstags“, und am 20. Juli 1992 warfen Neonazis Schweineköpfe vor die Synagoge in Erfurt. Auf dem beim zweiten Mal beigefügten Zettel stand: „Dieses Schwein Galinski ist endlich tot. Noch mehr Juden müssen es sein.“ Heinz Galinski, der frühere Präsident des Zentralrats der Juden in Deutschland, war am Vortag gestorben. Im Oktober 1993 wurde das Mahnmal zu deportierten Juden in Berlin-Grunewald mit Schweineköpfen geschändet.
Im Oktober 1998, als Martin Walser mit Ignatz Bubis um die angebliche „Moralkeule Auschwitz“ debattierte, trieben Neonazis ein Ferkel mit einem aufgemalten Davidstern und dem Namen von Ignatz Bubis über den Alexanderplatz in Berlin. Am 22. November 1999 forderte Meir Mendelssohn, der das Grab von Bubis in Israel mit Farbe übergossen hatte, das Publikum bei einem Theaterabend der Volksbühne Berlin auf, „… das Wort Judensau zu sagen, ganz normal und ganz natürlich.“ Er wurde wegen Volksverhetzung angezeigt.
Rechtsradikale Fußballstadienbesucher beschimpfen und bedrohen als jüdisch angesehene Fußballer und Schiedsrichter in Deutschland seit Jahrzehnten mit solchen Ausdrücken. 2006 beschloss der Verband Makkabi Deutschland, Spiele deutschjüdischer Vereine bei solchen Vorfällen künftig abzubrechen und vor Sport- und Strafgerichte zu bringen. 2009 nahm der DFB  „Beleidigungen (§ 185 StGB) aus rassistischen bzw. fremdenfeindlichen Motiven“ als Grund für unbefristete Stadionverbote in seine Richtlinien auf. Die Beschimpfung „Judensau“ fällt unter die Diskriminierungsverbote des DFB, die Ausbilder, Schieds- und Strafrichter durchsetzen sollen. Antisemitische Beschimpfungen in deutschen Stadien werden jedoch statistisch kaum erfasst und besonders auf Vereinsebene nur selten verfolgt.
Im Juni 2006 beschimpfte der Schweizer Neonazi Pascal Lüthard einen Restaurantgast, dessen jüdische Identität ihm bekannt war, als „Judensau“ und wurde dafür gemäß der Schweizer Rassismus-Strafnorm rechtsgültig bestraft.
Manche antisemitisch eingestellten Muslime beschimpfen Juden als „Affen und Schweine“. Sie berufen sich dazu auf drei Suren des Koran (2,65; 5,60; 7,166), nach denen Allah frevelnde Menschen, im Kontext Juden und Christen, in Affen und/oder Schweine verwandelt haben soll. Die Suren werden ähnlich wie prophetische Bibelstellen als zeitbedingte Vorwürfe an die Mehrheit der Juden gedeutet, nicht gottesfürchtig zu sein. Die Akademie für islamische Untersuchungen der al-Azhar-Universität beschloss 2003, diese Stellen nicht mehr gegen heutige Juden zu verwenden.
Der Historiker Julius H. Schoeps zählt auch die antisemitische Demonstrationsparole „Jude, Jude, feiges Schwein, komm heraus und kämpf' allein“ zur Nachwirkung des christlichen „Judensau“-Motivs.
Ab November 2022 nahm antisemitische und rassistische Hetze, darunter das Schimpfwort „Judensau“, auf dem Kurznachrichtendienst Twitter sprunghaft zu. Zuvor hatte der Milliardär Elon Musk das Unternehmen gekauft und viele Mitarbeiter entlassen, die für die Moderation der Tweets nach internen und externen Regeln verantwortlich waren.

### Gewalttaten
Immer wieder verüben Neonazis zusammen mit dem verbalen Angriff „Judensau“ körperliche Gewalt gegen Menschen, mitunter tödliche: so 1993 in Marl gegen einen Obdachlosen. 2010 beschimpfte eine Neonazigruppe in Laucha einen Israeli und Enkel eines Holocaustüberlebenden als „Judensau“ und verletzte ihn schwer.
2007 beschimpfte ein 23-jähriger Muslim einen Rabbiner in Frankfurt am Main als „Scheißjuden“ und „Judensau“ und stach ihn dann nieder.
2015 schrien „Adolf-Hitler-Hooligans“ (Selbstbezeichnung) den Inhaber des koscheren Schalom-Restaurants in Chemnitz an: „Hau ab aus Deutschland, du Judensau“. Dabei warfen sie Böller, Steine, Flaschen und ein Stahlrohr hinein.

### Antisemitische Symbolik
Der Rockmusiker Roger Waters ließ in jeder Bühnenshow seiner Tournee „The Wall“ (2010–2013) einen Ballon in Gestalt eines Schweins aufsteigen, bemalt unter anderem mit dem Davidstern. Auf Kritik erklärte er, das Schwein symbolisiere „das Böse“ und der Stern legitime Kritik am Staat Israel. Doch es wurde als Rückgriff auf die bekannte Symbolik der „Judensau“ und daher als antisemitisch eingestuft.
Bei der documenta fifteen 2022 in Kassel zeigte das indonesische Künstlerkollektiv „Taring Padi“ ein detailreiches Wandgemälde, darauf ein Soldat mit Schweinsgesicht und Davidstern, der einen Helm mit der Aufschrift „Mossad“ trägt, und einen orthodox gekleideten Juden mit Schläfenlocken, spitzen Zähnen und SS-Runen auf der Kopfbedeckung. Diese Symbole wurden als eindeutig antisemitisch kritisiert und mit der „Judensau“ verglichen. Auch der Umgang mit dem Bild, es hängenzulassen und zu verhüllen, ohne über Judenhass aufzuklären, wurde mit dem Umgang mancher Kirchen mit der „Judensau“ verglichen.

## Umgang mit den Skulpturen
Der Umgang mit den historischen „Judensau“-Darstellungen ist in Deutschland seit den 1980er Jahren umstritten. 1990 empfahl die Evangelische Kirche Berlin-Brandenburg-schlesische Oberlausitz ihren Gemeinden:

„Sofern die Kunstwerke an ihrer Stelle verbleiben, sollte der Betrachter durch Hinweise (auch in Form von Tafeln) auf Schuld und Betroffenheit der Kirche aufmerksam gemacht und zu neuer Sicht angeleitet werden.“

Ab 2002 stießen die Aktionskünstler Wolfram P. Kastner und Günter Wangerin mit Protestaktionen eine bundesweite Debatte zum Umgang mit den Skulpturen an. Sie forderten, sie analog zum Hakenkreuz aus dem öffentlichen Raum zu entfernen, sonst würden sie Antisemitismus weiterverbreiten. Unerlässlich seien zumindest klare Distanzierungstexte. Diese fehlten bis dahin fast überall.
Denkmalpfleger, Historiker, Juristen und manche Kirchenvertreter wollen die Skulpturen als Zeitzeugnisse im damaligen architektonischen Kontext erhalten. Der Denkmalpfleger Achim Hubel lehnte auch Hinweistafeln dazu ab. Der Kunsthistoriker Arnold Bartetzky bezeichnete Vorstöße zur Abnahme polemisch als „Tyrannei der Beleidigten.“ Für den Kirchenhistoriker Thomas Kaufmann würde die Entfernung die Provokation zur ständigen Auseinandersetzung mit Antisemitismus beseitigen.
Der Zentralrat der Juden in Deutschland fordert klare Distanzierungen. Sein Präsident Josef Schuster wollte Kirchengemeinden ab 2017 vor die Wahl stellen, die Skulpturen zu entfernen oder eindeutige Erklärtafeln anzubringen. Der Vizepräsident Salomon Korn plädierte für „Aufklärung vor Beseitigung“. Im Originalkontext an Kirchen könne man mehr über diesen historischen Antisemitismus lernen als im Museum. Man dürfe die Kirchen nicht aus ihrer Verantwortung für ihre Geschichte entlassen und den im Christentum angelegten Antijudaismus nicht unsichtbar machen. Dieser Argumentation folgten auch Vertreter der EKD, so bis 2018 deren Kulturbeauftragter Johann Hinrich Claussen.
Eine häufige Gegenmeinung vertrat im Mai 2022 der Autor Ronen Steinke: Wie bei nach Adolf Hitler benannten Straßen in deutschen Städten sei die Entfernung der Judensaureliefs kein Reinwaschen oder Übertünchen von Geschichte, sondern nur ein nötiges „Abstandnehmen von früherer Ergebenheit“. Die Reliefs seien  „Stürmer-Karikaturen“ auf „Porno-Niveau“, die Christen zu Pogromen mobilisiert hätten. Daher sei kaum zu begreifen, „mit welcher Halsstarrigkeit die Kirchen sich heute dagegen verwahren, diese Skulpturen endlich mit Hammer und Meißel abzuschlagen, um sie zum Beispiel in ein Museum zu geben.“
Im März 2025 veröffentlichten fünf katholische Diözesen und drei evangelische Landeskirchen in Nordrhein-Westfalen gemeinsame Leitlinien zum Umgang mit antijüdischen Bildwerken in und an Kirchengebäuden. Sie sollen laut Martin Bock (Melanchthon-Akademie Köln) Kirchengemeinden dazu anregen, dem Antisemitismus unter Christen entgegenzutreten, und eine würdige Lebensperspektive für jüdische Menschen in Deutschland zu schaffen helfen.

### Köln
Im Jahr 2002 stellte sich Wolfram Kastner mit einem Schild, auf dem „Judensau im Kölner Dom“ stand, vor das Gebäude und informierte Besucher über das Schnitzwerk am dortigen Chorgestühl. Die Melanchthon-Akademie Köln hatte ihn eingeladen. Ihr Leiter Marten Marquardt forderte, alle „Judensau“-Bilder in Deutschland mit einer Tafel oder schriftlichem Material zu erklären. Die „Judensau“ sei ein „Modellfall für die Produktion von Gewaltbildern in unseren Köpfen“.
Die Dombaumeisterin Barbara Schock-Werner lehnte eine distanzierende Hinweistafel und die Thematisierung des kirchlichen Judenhasses als „absurd“ ab, weil das Chorgestühl auch judenfreundliche Schnitzereien enthalte. Sie verwies auf eine benachbarte Steinplatte zum „Judenprivileg“ von 1266, das die Kölner Juden dem besonderen Schutz des Erzbischofs unterstellt hatte. Darauf verweist auch ein vom Kunsthistoriker Marc Steinmann verfasster Text im Domkatalog. Das Schutzprivileg mussten damalige Kölner Juden jedoch teuer erkaufen. Es schützte sie nicht vor Pogromen, etwa in der Pestepidemie 1348/49.
2006 richtete die Dombauverwaltung eine Fachtagung zu den judenfeindlichen Kunstwerken im Kölner Dom aus und veröffentlichte 2008 die Beiträge dazu. 2017 lehnte Dombaumeister Peter Füssenich Erklärtafeln zum Wasserspeier am Dom ab, bejahte aber Führungen und Texte im Domblatt dazu. Das Domblatt von 2008 hatte die „Judensau“ behandelt; 2018 zum Jahrestag der Novemberpogrome 1938 veröffentlichte der Dombauverein eine Neuauflage davon. Die 2017 gegründete Arbeitsgruppe „Der Dom und ‚die Juden‘“ veröffentlichte 2021 einen thematischen Rundgang zu jenen Kunstwerken, der seit 2023 auch im Internet abrufbar ist. Zudem bietet das Domforum Führungen dazu an.
Im August 2023 startete die Domverwaltung einen internationalen Wettbewerb für ein neues Kunstwerk zum heutigen christlich-jüdischen Verhältnis. Es soll ein Gegenentwurf zu den judenfeindlichen Darstellungen im Dom sein. Im Dezember 2023 wurden 15 Künstler aus dem In- und Ausland dazu ausgewählt. Am 19. September 2024 wählte eine Jury vier der eingereichten Entwürfe aus und beauftragte deren Ersteller, ihren Entwurf bis zum 4. Februar 2025 zu konkretisieren.
Die Jury wählte den Entwurf von Andrea Büttner einstimmig als Siegerentwurf aus und stellte ihn am 3. April 2025 öffentlich vor: Ein Wandgemälde an der Stirnwand der Marienkapelle des Doms soll das Steinfundament des Toraschreins aus der ehemaligen Synagoge Kölns in Originalgröße zeigen. Denn der Altar darunter wurde 1442 nach der Zerstörung des Schreins ursprünglich auf dessen Fundament gestellt. Das Gemälde soll an die Ausweisung der Juden aus Köln im Jahr 1423, die teilweise Zerstörung und Umwidmung ihrer Synagoge zur Ratskapelle erinnern, für die der Altar bestimmt war. So soll es die Geschichte der Kölner Juden mit der des Doms verbinden und zeigen, wie die Stadtpatrone das jüdische Fundament des Christentums enteigneten, mit dem christlichen Altar überformten und unsichtbar machten. Es soll dieses Fundament und damit jüdisches Leben in Köln wieder sichtbar machen.

### Nürnberg
Am 15. September 2005, dem 70. Jahrestag der Nürnberger Gesetze, beschloss der Kirchenvorstand von St. Sebald in Nürnberg eine Erklärung:

„Das ‚Judensau‘-Schmähbild aus dem Spätmittelalter drückt den Judenhass aus, der die Schoa vorbereitet hat. Im selben Ungeist sind jüdische Bürger Nürnbergs bis ins 20. Jahrhundert verachtet und verteufelt, vertrieben und vernichtet worden. Voller Scham verbeugen wir uns vor den Millionen Opfern des Judenhasses. Wir bitten sie und unseren gemeinsamen Gott um Vergebung.“

Die Erklärung wurde in einem Faltblatt für Kirchenbesucher abgedruckt, aber nicht als Tafel an der Außenmauer angebracht. Das Faltblatt informiert über alle judenfeindlichen Bilder in und an dieser Kirche und deren historischen Kontext.
Den Mitautor des Faltblatts Axel Töllner beauftragte die Evangelisch-Lutherische Kirche in Bayern später für den dortigen christlich-jüdischen Dialog. Er verwies 2020 auf weitere judenfeindliche Darstellungen in und an Nürnberger Kirchen. Eine Entfernung der Sebalder „Judensau“ lehnte er ab, da diese zu mehr als 1500 Jahren Kirchengeschichte gehöre und vor Ort am ehesten Anlass dazu gebe, sich immer neu mit Antisemitismus auseinanderzusetzen. 2024 betonte Töllner, der richtige Umgang mit den diffamierenden Skulpturen lasse sich nicht endgültig festlegen. Auch das Sebalder Faltblatt solle die Debatte nicht beenden. Die „über Jahrhunderte eingeübten antisemitischen Denk- und Sprechformen kann man nicht in wenigen Jahren völlig ablegen - das ist eine Jahrhundertaufgabe.“ Man müsse immer wieder neu erklären, „warum auch und gerade aus theologischer Sicht eine antijüdische Haltung für Christenmenschen nicht tragbar ist“.

### Regensburg
Das Bistum Regensburg lehnte eine Hinweistafel am Regensburger Dom zunächst ab. Im Mai 2004 hinderte Polizei die Aktionskünstler Wolfram Kastner und Günter Wangerin daran, mit Wasserfarbe „Judensau“ auf das Pflaster vor dem Dom zu schreiben. Danach verlangten auch die israelitischen Kultusgemeinden in Bayern ein Hinweisschild zum Relief am Dom.
Am 30. März 2005 stellte der Freistaat Bayern als Eigentümer des Regensburger Doms folgenden Tafeltext vor:

„Die Skulptur als steinernes Zeugnis einer vergangenen Epoche muss im Zusammenhang mit ihrer Zeit gesehen werden. Sie ist in ihrem antijüdischen Aussagegehalt für den heutigen Betrachter befremdlich. Das Verhältnis von Christentum und Judentum in unseren Tagen zeichnet sich durch Toleranz und gegenseitige Achtung aus.“

Historiker kritisierten diesen Text als die Geschichte glättend, verharmlosend und belanglos. Am 11. Mai 2005 hängten Kastner und Wangerin einen Gegenentwurf an die Domwand, der die christliche Mitschuld benannte. Ihre Tafel wurde am selben Tag entfernt. 2014 entfernten Unbekannte die umstrittene offizielle Texttafel.
Im Februar 2019, zum 500. Jahrestag der Vertreibung der Regensburger Juden, eröffnete das städtische Kulturreferat die Ausstellung Regensburg – Mittelalterliche Metropole der Juden. Für den gleichnamigen Katalog hatte die Historikerin Eva Haverkamp-Rott die „Judensau“-Skulptur eingeordnet:

„Die ‘Judensau’-Darstellung an der Südfassade des Domes ‘schaut’ in Richtung Judenviertel. Sie unterstellt Juden, sie würden an einer Sau lecken und an deren Zitzen saugen; das Schwein symbolisiert auch den Teufel. Um die Juden als Juden zu kennzeichnen, tragen sie ‘Judenhüte’. Das Gebot, nach dem Juden kein Schweinefleisch essen, wird hier zur Absurdität verkehrt. Diese ekelerregende Propaganda degradierte die Juden und war ein Angriff auf die jüdische Religion.“

Stattdessen stand in der Druckvorlage der Tafeltext von 2005. Die Historikerin protestierte: Kulturreferent Klemens Unger habe den Text gegen ihren Willen gestrichen, dadurch die Skulptur verharmlost und das ganze Kapitel zur mittelalterlichen Judenverfolgung verfälscht. Daraufhin erschien der Katalog im Juli 2019, sechs Wochen nach dem Ende der Ausstellung, ganz ohne die Passage zur „Judensau“. Dies kritisierten Katalogautoren und Medienberichte als unerlaubten und sinnverändernden Eingriff:

„Zu so einem unangenehmen Erbe wie der ‚Judensau‘ am Regensburger Dom zu stehen, hieße, die in der Wissenschaft unstrittige Tatsache anzuerkennen, dass der über 1000 Jahre lang von der Kirche systematisch angeheizte Hass auf die Juden die Basis war, auf der die Nazis aufbauen konnten, auf der Auschwitz möglich war.“

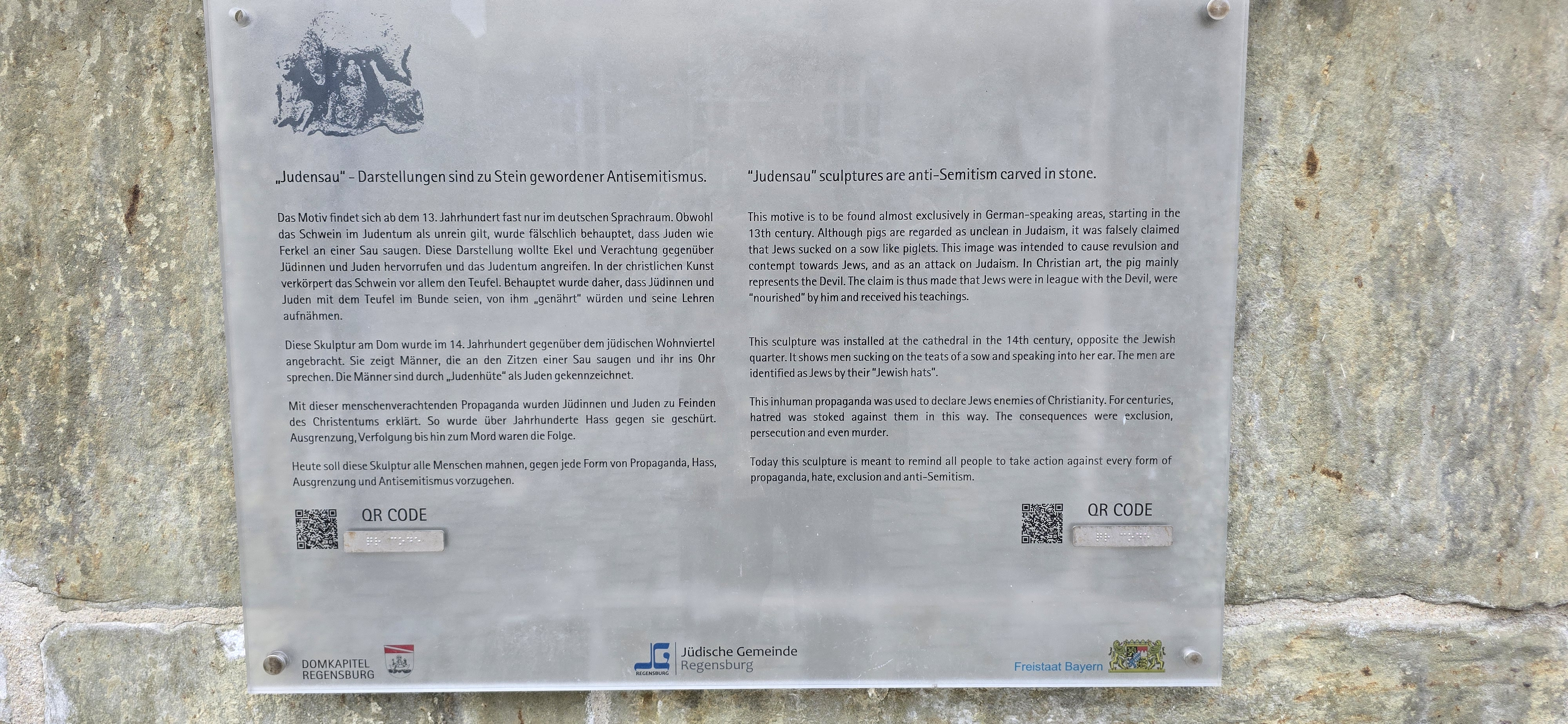
Hinweistext am Regensburger Dom (September 2024)

Im Januar 2022 einigte sich das Bistum Regensburg mit der jüdischen Gemeinde und dem Freistaat Bayern auf einen von Eva Haverkamp-Rott verfassten neuen Text für eine Hinweistafel, der auch Vorlage für andere Orte sein sollte:

„Mit dieser menschenverachtenden Propaganda wurden Jüdinnen und Juden zu Feinden des Christentums erklärt. So wurde über Jahrhunderte Hass gegen sie geschürt. Ausgrenzung, Verfolgung bis hin zum Mord waren die Folge. Heute soll diese Skulptur alle Menschen mahnen, gegen jede Form von Propaganda, Hass, Ausgrenzung und Antisemitismus vorzugehen.“

Im Januar 2023 wurde der Text in deutscher und englischer Sprache außen am Regensburger Dom angebracht. Weitere Informationen sind über einen QR-Code auf der Tafel im Internet abrufbar.

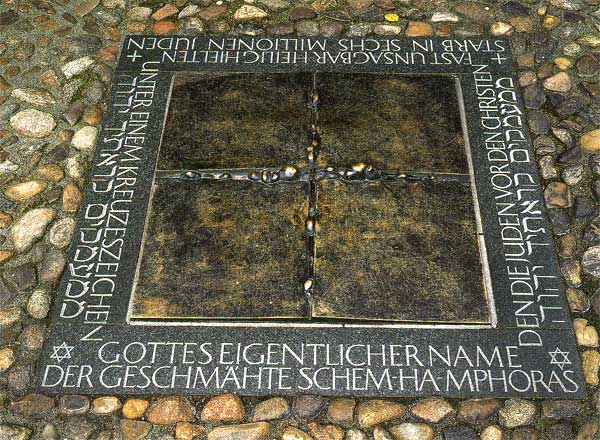
Mahnmal am Südostflügel der Stadtkirche Wittenberg

### Wittenberg
Nach interner Diskussion ab 1983 ließ der Gemeinderat der Stadtkirche 1988 eine Gedenkplatte unter dem Relief in den Boden einlassen, die auf den Holocaust als Folge dieses christlichen Judenhasses verweist.
Neue Forderungen ab 2016, das Relief abzunehmen und in ein Museum oder an einen neuen Gedenkort bei der Stadtkirche zu bringen, lehnte der Gemeinderat mehrfach ab. Nach zwei Gerichtsinstanzen wies im Juli 2022 auch der Bundesgerichtshof (BGH) eine Zivilklage von 2018 zur Abnahme zurück, weil die Gedenktexte das Schandmal in ein Mahnmal verwandelt hätten. Im August 2024 lehnte das Bundesverfassungsgericht die Annahme einer Verfassungsbeschwerde dagegen ab.
Der Prozess verstärkte die Debatte zum Umgang mit solchen Skulpturen. Im Verlauf mehrten sich die Stimmen in der EKD, die eine Abnahme des Wittenberger Exemplars befürworteten. Bis April 2023 ergänzte der Gemeinderat die Gedenk- und Aufklärungstexte zum Relief und stellte eine Bitte um Vergebung an „Gott und das jüdische Volk“ ins Zentrum.
Felix Klein, Antisemitismusbeauftragter der Bundesregierung, forderte ab April 2023, der Stadtkirche wegen der beibehaltenen Skulptur den Titel des UNESCO-Welterbes zu entziehen.

### Zerbst
In Zerbst wurde Anfang 2022 eine Erklärtafel unter der Skulptur aufgehängt. Die Kirchengemeinde, ein Förderverein und die Evangelische Landeskirche Anhalts planten ein Gegendenkmal und erhielten dazu bis März 2022 zehn künstlerische Entwürfe. Ausgewählt wurde eine als Lesepult wie in einer Synagoge gestaltete Stele des Bildhauers Hans-Joachim Prager. Ihre Stirnseite zitiert oben Art. 1 des Grundgesetzes („Die Würde des Menschen ist unantastbar“), unten den Bibelvers Gen 1,27  („Gott schuf den Menschen nach seinem Bilde“). Alle vier Seiten führen die Namen der NS-Opfer unter Zerbster Jüdinnen und Juden auf. Bei der Enthüllung des Gegendenkmals am 1. Juni 2023 benannte Landeskirchenpräsident Joachim Liebig den Antisemitismus als jahrhundertelange Schuld des Christentums und bat alle dessen Opfer um Vergebung, „wohlwissend, dass das Leid damit nicht geschmälert wird“. Für den Bildhauer soll die Stele einen Toleranz-Diskurs fördern.

### Andere
In Bacharach erhielt der Wasserspeier der Wernerkapelle bis 2006 eine Informationstafel. Nach Kritik von Wolfram Kastner ließ das zuständige Bistum Mainz 2013 eine Informationstafel an der Kirche in Bad Wimpfen aufstellen und beschloss 2020 eine erweiterte Hinweistafel zum Wasserspeier. In Basel übergab der Gemeindepfarrer des Münsters eine Replika des zerstörten Originals 1996 dem Jüdischen Museum der Schweiz.
In Bayreuth forderte Pfarrer Klaus Rettig seit 2000 die Entfernung der stark verwitterten „Judensau“-Skulptur. Der Kirchenvorstand der Stadtkirche lehnte ab und beschloss stattdessen im Oktober 2004 eine Gedenktafel. Eine Woche danach zerschlugen Unbekannte die Skulptur. Die Tafel wurde 2005 angebracht. Ihr Text lautet:

„Unkenntlich geworden ist das steinerne Zeugnis des Judenhasses an diesem Pfeiler. Für immer vergangen sei alle Feindseligkeit gegen das Judentum.“

Bayerns Antisemitismusbeauftragter Ludwig Spaenle, Kirchen- und Staatsvertreter und der Landesverband der Israelitischen Kultusgemeinden in Bayern vereinbarten im Dezember 2020, die rund 12 antijüdischen Plastiken an Kirchen hängen zu lassen, sie aber „sichtbar und gut erkennbar“ vor Ort einzuordnen.
Im Brandenburger Dom bezeichnet eine Informationstafel die dortige „Judensau“ seit 2014 als „diffamierende Darstellung“. Ab November 2021 forderte der Politikwissenschaftler Michael Gray, Mitglied einer jüdischen Gemeinde in Berlin, die Plastik eindeutig als Ausdruck des tradierten christlichen Judenhasses zu erklären und den Umgang damit kritisch zu erörtern. Der Domkurator Cord-Georg Hasselmann begrüßte den Vorstoß und räumte ein, dass die Erklärtafel unzureichend sei. Im Frühjahr 2023 berief der Gemeinderat eine Expertengruppe zum Umgang mit der Plastik. Gemäß deren Vorschlag beschloss der Rat am 14. Mai 2023, die Plastik hängen zu lassen, doch fortan zu verhüllen. Laut Bischof Christian Stäblein ließ sie sich wegen des Materials und der Säulenstatik nicht abnehmen. Zudem sei sie Teil eines Bildprogramms, das die Abnahme zerreißen und unkenntlich machen würde. Der Kreuzgang, ursprünglich Teil der nichtöffentlichen Klosteranlage, sei heute Teil des Dommuseums. Die Verhüllung solle also nichts verdrängen, sondern Distanz und Aufklärung für Interessierte ermöglichen.
In Bützow gab die Gemeinde aus Anlass einer Kirchenrenovierung ein Faltblatt zu den dortigen Reliefs heraus, in dem es heißt:

„Die Kirchengemeinde Bützow ist voller Scham betroffen von der Schuld und dem historischen Versagen unserer Kirche und der Wirkmächtigkeit dieser unheilvollen Anmaßung – bis heute. Gemeinsam wollen wir dieses schwierige Erbe als Verantwortung begreifen und den judenfeindlichen Bildern aktiv etwas entgegensetzen.“

Auf das „Judensau“-Relief in Cadolzburg machten Wolfram Kastner und Günter Wangerin im Juli 2003 mit einer Plakataktion aufmerksam und forderten eine klare Distanzierung der Stadt, die das Burgtor damals aufwändig renovieren ließ. Im Januar 2004 ließ Bayerns damaliger Finanzminister Kurt Faltlhauser eine Informationstafel bei dem Relief anbringen.
In Calbe wurden 2019/2020 vierzehn historische Wasserspeier der St.-Stephani-Kirche mit Landesmitteln restauriert, darunter die „Judensau“. Der Gemeinderat wollte sie danach nicht wieder anbringen, doch ordnete die Denkmalbehörde in Calbe dies im Juni 2020 an. Daraufhin ließ der Gemeinderat die Abnahme juristisch prüfen und die Skulptur vorläufig verhüllen. Im Dezember 2024 beschloss er, die Figur am Gebäude zu belassen, aber künstlerisch zu verfremden.
2007 verwies die Jüdische Gemeinde Berlin auf die „Judensau“ in Eberswalde. 2010 entkräftete der Historiker Karl Grözinger Versuche, deren Entstehung aus der Hebräischen Bibel zu erklären. Bis 2017 fehlte eine Hinweistafel beim Relief, doch die Kirchengemeinde legte ein Informationsblatt dazu aus und klärte bei Führungen darüber auf.
Das Bistum Erfurt ließ im Mai 2024 die Holzstele „Ekklesia und Synagoge“ des Bildhauers Heiko Börner im Dom aufstellen. Das Kunstwerk stellt die enge Zusammengehörigkeit von Judentum und Christentum dar, auch im Kontrast zur „Judensau“ im Chorgestühl.
Die Evangelisch-Lutherische Kirchengemeinde Heilsbronn erwähnt die dortige Skulptur als eine „für die klösterliche Tradition schändliche Eigentümlichkeit“ und fragt: „Wie konnten die Mönche so etwas zulassen, die im täglichen Gebet mindestens dreimal den Lobpreis von Gottes Volk Israel sangen?“ Eine Gemeindebroschüre deutet die Skulpturen als „Mahnmal gegen die Diffamierung jüdischer Religion durch die christliche Kirche“ und Aufforderung zum „Dialog zwischen den Menschen verschiedener Kulturen“. 2022 zeigte das Münster Heilsbronn die Wanderausstellung des Jüdischen Museums Köln zu „1700 Jahren jüdisches Leben in Deutschland“ mit Bezug auf die „Judensau“.
In Lemgo ließ der Kirchenvorstand eine Erklärtafel zur „Judensau“ aufhängen, die auf eine thronende Christusfigur gegenüber und auf aktuellen Judenhass verweist. Den Text beschließt ein Aufruf an alle Menschen, „gegen jede Form von Propaganda, Hass, Ausgrenzung und Antisemitismus vorzugehen“.
Im Magdeburger Dom ordnet ein Gedenkweg die judenfeindlichen Skulpturen kritisch ein, etwa mit dem Bodenplattentext: „Verschmähte Schwester Synagoge, vergib unsere todbringende Blindheit, ohne Ende gilt Gottes Verheißung dir wie uns.“ Das für Besucher unzugängliche „Judensau“-Relief wird in Domführungen einbezogen und seit 2016 auf einer Tafel kommentiert.
In Spalt deutet seit 2010 eine Tafel das Relief mit Bezug auf den „Gottesmord“, ohne es zu datieren und die Deutung zu erläutern.
Eine im September 2024 am Haupteingang der Marienkirche Osnabrück aufgehängte Erklärtafel ordnet die dortige „Synagoga“ und „Judensau“ als „beabsichtigte antijüdische Propaganda“ ein, die Hass gegen Jüdinnen und Juden schürte, ihre Ausgrenzung, Verfolgung und Ermordung bewirkte. Man habe die Figuren vor Ort belassen, damit sie heutige Menschen „an diese Verirrungen der Kirche erinnern und uns mahnen, gegen jede Form von Propaganda, Hass, Ausgrenzung und Antisemitismus vorzugehen.“
In St. Viktor in Xanten bezeichnet eine Texttafel die Judensaureliefs als menschenverachtende, beschämende Beleidigung für Juden, die Pogrome provozierten und als Motive für die Schoah dienten. Als Gegenpol dazu ließ die Propsteigemeinde die Krypta der Kirche 1966 zur Erinnerungsstätte für Märtyrer und Opfer des Nationalsozialismus erweitern.

## Einzelbelege
1. ↑  Bernhard Lang: Bestialität. In: Manfred Görg, Bernhard Lang (Hrsg.): Neues Bibel-Lexikon Band 1: A–G. Benziger, Zürich 1991, ISBN 3-545-23074-0, S. 279
2. ↑  Donald Guthrie, J. Alec Motyer: Kommentar zur Bibel: AT und NT in einem Band. 5. Auflage, R. Brockhaus, Wuppertal 2012, ISBN 3-417-24740-3, S. 178.
3. ↑  Othmar Keel (Hrsg.): Orte und Landschaften der Bibel: Die Geschichte Jerusalems und die Entstehung des Monotheismus Teil 2. Vandenhoeck & Ruprecht, Göttingen 2007, ISBN 3-525-50177-3, S. 1198 f.
4. ↑  Matthias Krieg (Hrsg.): erklärt: Der Kommentar zur Zürcher Bibel, Bibel und Kommentar in 3 Bänden. Theologischer Verlag, Zürich 2010, ISBN 3-290-17425-5, S. 273
5. ↑  Christina Eschner: Essen im antiken Judentum und Urchristentum: Diskurse zur sozialen Bedeutung von Tischgemeinschaft, Speiseverboten und Reinheitsvorschriften. Brill, Leiden 2019, ISBN 978-90-04-39183-3, S. 63
6. ↑  Othmar Keel et al. (Hrsg.): Orte und Landschaften der Bibel. Ein Handbuch und Studien-Reiseführer zum Heiligen Land Band 1: Geographisch-geschichtliche Landeskunde. Vandenhoeck & Ruprecht, Göttingen 1984, ISBN 3-525-50166-8, S. 122
7. ↑  Andreas Brämer: Die 101 wichtigsten Fragen. Judentum. Beck, München 2010, ISBN 3-406-59984-2, S. 49
8. ↑  Matthias Klinghardt: Legionsschweine in Gerasa: Lokalkolorit und historischer Hintergrund von Mk 5,1–20. In: Zeitschrift für Neutestamentliche Wissenschaft (ZNW) 98/2007, S. 28–48
9. ↑  Peter Fiedler: Theologischer Kommentar zum Neuen Testament (ThKNT): Das Matthäusevangelium. Kohlhammer, Stuttgart 2006, ISBN 3-17-018792-9, S. 15
10. ↑  Martin G. Ruf: Die heiligen Propheten, eure Apostel und ich. Metatextuelle Studien zum zweiten Petrusbrief. Mohr Siebeck, Tübingen 2011, ISBN 3-16-150592-1, S. 468–474
11. ↑  Hermann L. Strack, Paul Billerbeck: Kommentar zum Neuen Testament aus Talmud und Midrasch Band 1: Das Evangelium nach Matthäus. (1922) Neuausgabe, Beck, München 2020, ISBN 3-406-75701-4, S. 449
12. ↑  Isaiah Shachar: The Judensau, London 1974, S. 13 und Fn. 42–45.
13. ↑  Petra Schöner: Judenbilder im deutschen Einblattdruck der Renaissance. Baden-Baden 2002, S. 189–191
14. ↑  zitiert bei Friedrich Gleiss: Von der Gottesmordlüge zum Völkermord, von der Feindschaft zur Versöhnung: Kirchlicher Antijudaismus durch zwei Jahrtausende und seine Überwindung, illustriert mit Bildern aus der christlichen Ikonographie. Geiger, Horb am Neckar 1995, ISBN 3-89570-060-6, S. 39
15. ↑  Irven M. Resnick, Kenneth F. Kitchell: “The Sweepings of Lamia”: Transformations of the Myths of Lilith and Lamia. In: Alexandra Cuffel, Brian Britt (Hrsg.): Religion, Gender, and Culture in the Pre-Modern World. Palgrave Macmillan, New York 2007, ISBN 0-230-60429-3, S. 77–99, hier S. 77–80
16. ↑  Irven M. Resnick: Marks of Distinctions: Christian Perceptions of Jews in the High Middle Ages. Catholic University of America Press, Washington D.C. 2012, ISBN 0-8132-1969-8, S. 152
17. 1 2  Debra Higgs Strickland: Antisemitism in Medieval Art. In: Steven Katz (Hrsg.): The Cambridge Companion to Antisemitism. Cambridge University Press, Cambridge 2022, ISBN 1-108-49440-4, S. 248–272, hier S. 267 f.
18. ↑  Stefan Rohrbacher, Michael Schmidt: Judenbilder, Reinbek 1991, S. 161
19. ↑  Monika Urban: Von Ratten, Schmeißfliegen und Heuschrecken. Judenfeindliche Tiersymbolisierungen und die postfaschistischen Grenzen des Sagbaren. Herbert von Halem Verlag, Köln 2014, ISBN 3-7445-0845-5, S. 80
20. ↑  Jay Geller: Bestiarium Judaicum: Unnatural Histories of the Jews. Fordham University Press, New York 2018, ISBN 978-0-8232-7561-8, S. 35
21. ↑  Isaiah Shachar: The Judensau, London 1974, S. 11
22. ↑  Isaiah Shachar: The Judensau, London 1974, S. 12
23. ↑  Rudolf Kreis: Die christliche Bildwelt und der Antisemitismus aus der Gegensicht Kafkas. In: Gerhart von Graevenitz (Hrsg.): Die Unvermeidlichkeit der Bilder. Narr, Tübingen 2001, ISBN 3-8233-5706-9, S. 103–114, hier S. 109
24. ↑  Irven M. Resnick, Kenneth F. Kitchell: “The Sweepings of Lamia”. In: Alexandra Cuffel, Brian Britt (Hrsg.): Religion, Gender, and Culture in the Pre-Modern World, New York 2007, S. 79 f.
25. ↑  Edith Petschnigg: Biblische Freundschaft: Jüdisch-christliche Basisinitiativen in Deutschland und Österreich nach 1945. Evangelische Verlagsanstalt, Leipzig 2018, ISBN 3-374-05388-2, S. 59
26. ↑  Jan Dienstbier: The Metamorphoses of the “Judensau”. In: Eva Janáčová, Jakub Hauser (Hrsg.): Visual Antisemitism in Central Europe, Berlin 2021, S. 15
27. ↑  Max Sebastián Hering Torres: Rassismus in der Vormoderne: Die „Reinheit des Blutes“ im Spanien der Frühen Neuzeit. Campus, Frankfurt am Main 2006, ISBN 3-593-38204-0, S. 16, Fn. 7
28. ↑  Benjamin Scheller: Die Stadt der Neuchristen: Konvertierte Juden und ihre Nachkommen im Trani des Spätmittelalters zwischen Inklusion und Exklusion. De Gruyter, Berlin 2013, ISBN 978-3-05-005978-5, S. 331
29. ↑  Eric W. Gritsch: Martin Luther's Anti-Semitism: Against His Better Judgment. William B. Eerdmans, Grand Rapids 2012, ISBN 978-0-8028-6676-9, S. 21f.
30. ↑  Luis Planas Duro: Sillerias de Coro (VII): De la sillería de coro de la Catedral de Ciudad Rodrigo. Escultura Castellana, 10. April 2014 (spanisch)
31. ↑  Gerlinde Strohmaier-Wiederanders: Darstellungen von Juden an und in der St. Maria-Magdalenen-Kirche von Eberswalde. In: Tanja Pilger, Markus Witte (Hrsg.): Mazel tov. Interdisziplinäre Beiträge zum Verhältnis von Christentum und Judentum. Evangelische Verlagsanstalt, Leipzig 2012, ISBN 3-374-03669-4, S. 401–420, hier S. 418
32. ↑  Wilfried Schouwink: Der wilde Eber in Gottes Weinberg, Sigmaringen 1985, S. 77; Isaiah Shachar: The Judensau, London 1974, S. 14 und Fn. 53–56
33. ↑  Wilfried Schouwink: Der wilde Eber in Gottes Weinberg, Sigmaringen 1985, S. 75
34. ↑  Thomas H. Macho: Arme Schweine: eine Kulturgeschichte. Nicolai, Berlin 2006, ISBN 3-89479-343-0, S. 60
35. ↑  Angelika Plum: Die Karikatur im Spannungsfeld von Kunstgeschichte und Politikwissenschaft, Aachen 1998, S. 81–83
36. ↑  Franziska Krah: Zur ‚Ästhetik‘ des Antisemitismus. In: Marc Grimm, Bodo Kahman (Hrsg.): Antisemitismus im 21. Jahrhundert. De Gruyter / Oldenbourg, Berlin 2018, ISBN 978-3-11-053471-9, S. 293–322, hier S. 299
37. 1 2  Sabine Mohr: F. Klakocer, Die Darstellung von Juden am Strassburger Münster. Les Amis de la Cathedrale de Strasbourg, 25. Oktober 2023
38. ↑  Gerhard Langemeyer: Mittel und Motive der Karikatur in fünf Jahrhunderten. Prestel, München 1984, ISBN 3-7913-0685-5, S. 151
39. ↑  Alex Bein: Die Judenfrage: Biographie eines Weltproblems. Band 2, Deutsche Verlags-Anstalt, München 1980, ISBN 3-421-01963-0, S. 74
40. 1 2  Axel Töllner: Judensau. In: Wolfgang Benz, Brigitte Mihok (Hrsg.): Handbuch des Antisemitismus Band 3: Begriffe, Theorien, Ideologien. De Gruyter, Berlin 2010, ISBN 3-11-023379-7, S. 159f.
41. ↑  Hermann Rusam: „Judensau“-Darstellungen in der plastischen Kunst Bayerns. In: Begegnungen, Sonderheft März 2007, S. 3
42. 1 2 3  Axel Töllner: „Judensau“-Motiv. In: Wolfgang Benz (Hrsg.): Handbuch des Antisemitismus Band 7: Literatur, Film, Theater und Kunst. De Gruyter, Berlin 2014, ISBN 978-3-11-025873-8, S. 227
43. ↑  Belege für Details, Datierungen und ggf. Abbildungen in dieser Rubrik oder in verlinkten Spezialartikeln. Exemplare, bei denen nichts anderes angegeben ist, sind erhalten.
44. ↑  Brian Joseph Levy: Grant Risee? The Medieval Comic Presence. Brepols, Turnhout / Belgien 2006, ISBN 978-2-503-51698-1, S. 98; Expo in OLV-Kerk in Aarschot, Nog tot, 2. Dec. 2014. Abbildung 5 (Foto)
45. 1 2  Regina E. G. Schymiczek: Grenzgänger zwischen Himmel und Hölle: Wasserspeier am Sakralbau. archimaera.de, Juli 2013, PDF S. 185-199, hier S. 193 (Archivlink)
46. 1 2  Isaiah Shachar: The Judensau, London 1974, S. 38; Lars Bremer: Die jüdische Gemeinde von Aschersleben. Geschichte und Geschichten. Sachsen-Anhalt-Journal Ausgabe 3, 2021
47. ↑  Isaiah Shachar: The Judensau. London 1974, S. 25
48. ↑  Isaiah Shachar: The Judensau, London 1974, Anhang Pl. 12a und 12b
49. 1 2  Sabine Fischer: Debatte um antisemitische Darstellungen: Auch in Baden-Württemberg gibt es eine Judensau-Skulptur. Stuttgarter Zeitung, 5. Februar 2020
50. ↑  Miserikordie mit Schwein, das zwei Juden säugt, bis 1932 im Basler Münster, Teil des Domherrengestühls (Stütze eines Klappsitzes). Jüdisches Museum Schweiz; Hans-Rudolf Meier, Dorothea Schwinn Schürmann et al.: Das Basler Münster. Die Kunstdenkmäler des Kantons Basel-Stadt Band X. Basel 2019, ISBN 3-03797-573-3, S. 306, Abbildung 373
51. ↑  Wilfried Engelbrecht: Ein obszönes Sandsteinschwein. Das antijüdische Schmähbild am Chor der Bayreuther Stadtkirche. In: Bernd Mayer, Frank Piontek (Hrsg.): Jüdisches Bayreuth. Ellwanger, Bayreuth 2010, ISBN 3-925361-81-2, S. 27–34
52. 1 2  Joachim Schlenk: : Die Brandenburger Judensau. In: Mitteilungen des Vereins für die Geschichte Berlins, 83. Jahrgang, Heft 1, 1987, S. 462–477 (PDF).
53. ↑  Theodor Ortvay: Geschichte der Stadt Preßburg. Commissionsverlag Carl Stampfel, Preßburg 1892, Band 1: Von den ältesten Zeiten bis zum Erlöschen des Árpádenhauses. Bayerische Staatsbibliothek, München, S. 351f.
54. 1 2  Jan Dienstbier: The Metamorphoses of the “Judensau”. In: Eva Janáčová, Jakub Hauser (Hrsg.): Visual Antisemitism in Central Europe, Berlin 2021, S. 2, Fn. 2
55. ↑  Hana Tomagová: Die mittelalterlichen Wasserspeier vom Turm des Franziskanerklosters in Bratislava auf Mockers Skizzen aus dem Jahr 1862. In: ARS 57, 2024, S. 140-156, hier S. 145, Abbildung 2 (Skizze des verlorenen Originals von Josef Mocker)
56. 1 2 3  Gottfried Hägele, Johanna Levetzow: Spott, Kulturgut, Auftrag? In: GedenkenBedenken: Informationen zur Erinnerungskultur im Bereich der Nordkirche Nr. 3,
Januar 2023, PDF S. 52f.
57. 1 2  Sebastian Karnatz, Uta Piereth (Hrsg.): »herr im hauß«: Die Cadolzburg als Herrschaftssitz der fränkischen Zollern im Mittelalter. Bayerische Schlösserverwaltung, München 2017, ISBN 978-3-941637-43-6, S. 48 und 181
58. 1 2  Hartmut Kühne: Die Wasserspeier der St. Stephani Kirche in Calbe (Saale). Baugeschichtliche Einschätzungen zu Ursprung, Wirkung und Rezeption des Figurenkranzes. Evangelische Akademie Sachsen-Anhalt, Wittenberg 2022
59. ↑  Isaiah Shachar: The Judensau, London 1974, Anhang Pl. 23b
60. ↑  Isaiah Shachar: The Judensau, London 1974, Anhang Pl. 24 und 25a
61. ↑  Xavier Mossmann: Étude sur l’histoire des juifs à Colmar. 1866
62. 1 2  Hanns-Peter Giering: Die Maria-Magdalena-Kirche in Eberswalde. Ein kleiner Kirchenführer. Evangelische Stadtkirchengemeinde, Eberswalde 2024, S. 13f.
63. ↑  Isaiah Shachar: The Judensau, London 1974, S. 18 und Anhang Pl. 11a
64. ↑  Isaiah Shachar: The Judensau, London 1974, Anhang Pl. 28
65. ↑  Wood carving at the choir benches of the Erfurt cathedral, Thuringia, Germany (about 1400-1410). In: Negative images of Judaism in Christian Art ó Ecclesia and Synagoga. Jewish-Christian Relations
66. ↑  Luis Urbano Afonso: Iconografia antijudaica em Portugal (séculos XIV-XV). In: Cadernos de Estudos Sefarditas Nr. 6, 2006, S. 101-131; Abbildung S. 128, Figur 4 (PDF-Download)
67. 1 2  Wilfried Schouwink: Der wilde Eber in Gottes Weinberg, Sigmaringen 1985, S. 88
68. ↑  Isaiah Shachar: The Judensau, London 1974, S. 28-32 und Anhang Pl. 23a
69. 1 2  Rafael Ruiz Alonso: Comer O No Comer: Contextos de la Iconografia Antisemita en Torno al Cerdo. In: Curso Judaísmo Hispano; 125 años de investigación sobre los judíos segovianos (1886-2011). Ayuntamiento de Segovia y Obra Social y Cultural Caja Segovia, Segovia 2012, ISBN 978-84-92432-70-7, S. 97–131, hier S. 125
70. ↑  Ein Jude reitet auf einem Schwein, Schloss Greillenstein, Österreich (Foto). Bridgeman Images;  A jew riding a pig.Grotesque figure in the garden of Greillenstein Castle, Austria. Lessing Images
71. ↑  Jonathan Adams: “Untilled Field” or “Barren Terrain”? Researching the Portrayal of Jews in Medieval Denmark and Sweden. In: Jonathan Adams, Cordelia Heß (Hrsg.): Antisemitism in the North: History and State of Research. De Gruyter, Berlin 2019, ISBN 3-11-063193-8, S. 31–47, hier S. 39
72. 1 2  Jonathan Adams: Jews in East Norse Literature. A Study of Othering in Medieval Denmark and Sweden. De Gruyter, Berlin / Boston 2022, ISBN 978-3-11-077566-2, S. 206–210 und Abbildungen 5.25 und 5.26
73. ↑  Inschriftenkatalog: Dom zu Halberstadt, Nr. 116a. (2009)
74. ↑  Isaiah Shachar: The Judensau, London 1974, S. 24-31 und Anhang Pl. 16
75. 1 2  Ein archäologischer Fund als Neuzugang in der Abteilung Hannover: Das Bremer Siegeltypar aus Heiligenberg gibt Rätsel auf. Niedersächsisches Landesarchiv, Hannover 2022
76. 1 2  Rolf Kießling: Jüdische Geschichte in Bayern: Von den Anfängen bis zur Gegenwart. De Gruyter, Berlin 2019, ISBN 3-11-039845-1, S. 78
77. ↑  Isaiah Shachar: The Judensau, London 1974, S. 39-41; Eduard Fuchs: Die Juden in der Karikatur, Leipzig 1921 / 2018, Abbildung
78. ↑  Ulrike Brinkmann, Rolf Lauer: Judendarstellungen im Kölner Dom. In: Bernd Wacker, Rolf Lauer (Hrsg.): Der Kölner Dom und ‚die Juden‘. Verlag Kölner Dom, Köln 2008, ISBN 3-922442-65-X, S. 27–32
79. 1 2  Jan Dienstbier: The Metamorphoses of the “Judensau”. In: Eva Janáčová, Jakub Hauser (Hrsg.): Visual Antisemitism in Central Europe, Berlin 2021, S. 4–6, Abbildung S. 4
80. ↑  Isaiah Shachar: The Judensau, London 1974, S. 16-21 und Anhang Pl. 7
81. 1 2  Jan Dienstbier: The Metamorphoses of the “Judensau”. In: Eva Janáčová, Jakub Hauser (Hrsg.): Visual Antisemitism in Central Europe, Berlin 2021, S. 7–13, Abbildung S. 9
82. ↑  Isaiah Shachar: The Judensau, London 1974, Anhang Pl. 14a und 14b
83. ↑  Isaiah Shachar: The Judensau, London 1974, S. 25f. und Anhang Pl. 9
84. ↑  Isaiah Shachar: The Judensau, London 1974, S. 30f. und Anhang Pl. 25b-c
85. 1 2 3  Erklärtafel zu Synagoga und „Judensau“. In: Gemeindebrief St. Marien, 48. Jahrgang, Nr. 175 (November 2024 bis Januar 2025), S. 23
86. 1 2  Henner Kotte: Jüdisches Sachsen: 99 besondere Geschichten. Mitteldeutscher Verlag, Halle (Saale) 2021, ISBN 978-3-96311-553-0, S. 16 (7: Schmähung in Stein)
87. ↑  Isaiah Shachar: The Judensau, London 1974, S. 26f., 39f. und Anhang Pl. 18b
88. ↑  Eduard Fuchs: Die Juden in der Karikatur, Leipzig 1921 / 2018, S. 117 f.; Isaiah Shachar: The Judensau, London 1974, S. 37
89. 1 2  Jüdisch Historischer Verein Augsburg: Die Judensau im fränkischen Spalt. Juli 2012
90. ↑  Marie-Josèphe Wolff-Quenot: Le bestiaire mystérieux de la cathédrale de Strasbourg. FeniXX réédition numérique, 1987, ISBN 978-2-402-62898-3, S. 73
91. 1 2  Jan Dienstbier: The Metamorphoses of the “Judensau”. In: Eva Janáčová, Jakub Hauser (Hrsg.): Visual Antisemitism in Central Europe, Berlin 2021, S. 24–32 und Abbildung S. 26
92. ↑  Bernd Mayer, Frank Piontek: Jüdisches Bayreuth. Ellwanger, Bayreuth 2010, ISBN 978-3-925361-81-4, S. 33; Ralf Rossmeissl: Jüdische Heimat Roth. (Ausstellungsbegleitbuch) Kulturfabrik / Stadt Roth, 5. Auflage 1997, S. 100, Abbildung Nr. 62
93. ↑  Anders Andrén: The Judensau in Uppsala. In: Jürg Glauser, Pernille Hermann (Hrsg.): Myth, magic, and memory in early Scandinavian narrative culture: Studies in honour of Stephen A. Mitchell. Brepols, Turnhout (Belgien) 2021, S. 351-369; Beschreibung: The Importance of Being Absent. The Public Medievalist, 27. Juni 2017
94. ↑  Helfried Valentinitsch, Ileane Schwarzkogler (Hrsg.): Hexen und Zauberer. Katalog der Steirischen Landesausstellung 1987, Riegersburg, Oststeiermark, 1. Mai - 26. Oktober. Leykam, Graz/Wien 1987, ISBN 3-7011-7183-1, S. 237; Museum St. Peter an der Sperr, Wiener Neustadt: Judenspott
95. ↑  Erich Kahl: „Sujg Gude diene Mude“ („Saug, Jude, deine Mutter“). Ein antisemitisches Bildmotiv an der ehemaligen Mittelsäule des Wipperfürther Marktbrunnens. In: Wipperfürther Vierteljahresblätter Nr. 169 (April–Juni 2023), S. 2–6
96. ↑  Isaiah Shachar: The Judensau, London 1974, S. 16–18 und Anhang Pl. 10; Bernd Iben: Perlen vor die Säue (2. Teil). Der Mensch in Ambivalenz zum Schwein. In: Grosstierpraxis, Fachzeitschrift für Veterinäre, Witzenhausen 2009, S. 186 (Abbildung Nr. 10)
97. ↑  Isaiah Shachar: The Judensau, London 1974, S. 35f. und Anhang Pl. 31b
98. ↑  Isaiah Shachar: The Judensau, London 1974, S. 40 und S. 85, Fn. 215a
99. ↑  Verein für Anhaltische Landeskunde: 80 Jahre nach der Pogromnacht. 2018 (PDF letzte Seite, Foto unten links)
100. ↑  Isaiah Shachar: The Judensau, London 1974, Karte S. 3 und Index S. 97–101
101. ↑  Isaiah Shachar: The Judensau, London 1974, S. 40 und S. 74, Fn. 209–215
102. ↑  Rudolf Goerge: Gab es in Freising eine „Judensau“? Eine Richtigstellung. In: Zeitschrift Amperland Nr. 31, 1995, S. 65–67
103. ↑  Judenfeindliche Autoren (Dietrich Schwab 1615, Christlieb Wucherfeind 1688) behaupteten, es gebe ein Wandgemälde am Mainzer Tor, ähnlich dem am Frankfurter Brückenturm. Dem widersprach Johann Jacob Schudt 1714 (Jüdische Merckwürdigkeiten II.Theil, S. 256f.). Im Stadtarchiv Friedberg ist kein Bild am Mainzer Tor belegt.
104. 1 2  Karl Maria Guth (Hrsg.): Alexander Schöppner: Sagenbuch der Bayerischen Lande, Zweiter Band. München 1852/53; Neuausgabe: Contumax Hofenberg, Berlin 2014, ISBN 3-8430-3748-5, S. 257: 669. Das Synagogenwappen zu Heidingsfeld.
105. ↑  Isaiah Shachar: The Judensau, London 1974, S. 13–16
106. ↑  Isaiah Shachar: The Judensau, London 1974, S. 22f.
107. ↑  Wilfried Schouwink: Der wilde Eber in Gottes Weinberg, Sigmaringen 1985, S. 81
108. 1 2 3  Hermann Rusam: Steinernes Schmähbild des Rassenhasses. Nordbayern, 12. September 2014.
109. ↑  Isaiah Shachar: The Judensau, London 1974, S. 18f.; Birgit Wiedl: Laughing at the Beast: The Judensau, in: Albrecht Classen (Hrsg.): Laughter in the Middle Ages and Early Modern Times.Berlin / New York 2010, S. 327.
110. 1 2  Thomas Klatt: Eine Sau als Schande für die Kirche. Zeitzeichen.net, Januar 2018 (kostenpflichtig).
111. 1 2  Judenfeindliche Skulptur, röm.-kath. Pfarrkirche St. Viktor, Xanten. Diakonie Paderborn-Höxter e. V., November 2024.
112. ↑  Isaiah Shachar: The Judensau, London 1974, S. 74
113. ↑  Thomas Dietz: Warum die „Judensau“ eine Wölfin ist. Mittelbayerische Zeitung, 12. Oktober 2013
114. ↑  Isaiah Shachar: The Judensau. London 1974, S. 19f.
115. 1 2  Jörn Wegner: Antisemitismus: Umgang mit dem „Judensau“- Schandmal. Volksstimme, 27. Oktober 2016
116. ↑  Klaus Hardering: Der Dom und ›die Juden‹: Chorgestühl. Koelner-dom.de
117. ↑  Virtueller Rundgang: „Judensau“-Plastik. Sebalduskirche.de
118. ↑  Hermann Rusam: „Judensau“-Darstellungen in der plastischen Kunst Bayerns. In: Begegnungen, März 2007, S. 20
119. ↑  Isaiah Shachar: The Judensau, London 1974, S. 29
120. ↑  Isaiah Shachar: The Judensau. London 1974, S. 40 und S. 84, Fn. 280, Tafel 36b
121. ↑  Götz Ruempler: Tiere in der plastischen Kunst des Mittelalters. Agenda Verlag, Münster 2017, ISBN 3-89688-574-X, S. 223
122. ↑  Konrad Elmshäuser: Ein Bremer Pfandleiher und sein Siegel: Die „Judensau“ vom Heiligenberg. In: Bremisches Jahrbuch 99/2020, S. 54–89 (PDF); Andreas Lehnertz, Markus Wenninger: Zum Heiligenberger Siegeltypar mit einer ‘Judensau’: Das Siegel eines Christen, nicht das eines Juden. In: Bremisches Jahrbuch, Band 100, Bremen 2021, S. 52–78
123. ↑  Hermann Rusam: „Judensau“-Darstellungen in der plastischen Kunst Bayerns. In: Begegnungen, März 2007, S. 28
124. 1 2  Susann Reich: Judenfeindliche Plastik: So geht Zerbst damit um. MDR, 15. Juni 2022
125. ↑  Thorsten Heese: Wann begann Osnabrücks jüdische Geschichte? Kulturabdruck.de, 13. Februar 2021
126. ↑  Albrecht Steinwachs, Jürgen M. Pietsch: Die Evangelische Stadt- und Pfarrkirche St. Marien der Lutherstadt Wittenberg. Edition Akanthus, Delitzsch 2000, ISBN 3-00-006918-6, S. 106
127. ↑  Mario Titze: Die Sau an der Kirche. In: Jörg Bielig u. a. (Hrsg.): Die „Wittenberger Sau“, Halle 2020, S. 17-56, hier S. 46
128. 1 2  Debatte um Abnahme der Wittenberger „Judensau“ von Kirchenfassade. epd, 28. Mai 2019
129. ↑  Wilhelm Güde: Die rechtliche Stellung der Juden in den Schriften deutscher Juristen des 16. und 17. Jahrhunderts. Jan Thorbecke, Ostfildern 1981, ISBN 3-7995-6026-2, S. 10
130. ↑  Eduard Fuchs: Die Juden in der Karikatur, Leipzig 1921 / 2018, S. 114
131. ↑  Heinz Schreckenberg: Die Juden in der Kunst Europas. Göttingen 1996, S. 343–345
132. ↑  Das Schandbild der sogenannten Frankfurter Judensau. Historisches Museum Frankfurt
133. ↑  Uri R. Kaumann: Jüdische Handwerker und Kleinhändler im Frankfurt des 18. und 19. Jahrhunderts. In: Karl Erich Grözinger (Hrsg.): Jüdische Kultur in Frankfurt am Main von den Anfängen bis zur Gegenwart. Harrassowitz, Wiesbaden 1997, ISBN 3-447-03962-0, S. 56
134. ↑  Rudolf Kreis: Die christliche Bildwelt und der Antisemitismus aus der Gegensicht Kafkas. In: Gerhart von Graevenitz (Hrsg.): Die Unvermeidlichkeit der Bilder. Narr, Tübingen 2001, ISBN 3-8233-5706-9, S. 103–116, hier S. 109
135. ↑  Isaiah Shachar: The Judensau. London 1974, S. 39f.
136. ↑  The Central Archives for the History of the Jewish People Jerusalem (CAHJP): P 160 – Fotosammlung Theodor Harburger. Vollständige Fotoliste Nr. 456a, 456b, 456 (Buch S. 319 f., PDF S. 24 f.)
137. ↑  Isaiah Shachar: The Judensau, S. 41 und S. 85, Fn. 218
138. ↑  Schmähplastik an Kirche in Calbe. Mitteldeutsche Zeitung (MZ), 12. September 2023
139. ↑  Monika Kucharz: Das antisemitische Stereotyp der „jüdischen Physiognomie“. Seine Entwicklung in Kunst und Karikatur. LIT, Münster 2017, ISBN 3-643-50808-5, S. 97–99 und Abbildung 104; Isaiah Shachar: The Judensau, London 1974, S. 34f.
140. ↑  Debra Higgs Strickland: The Jews, Leviticus, and the Unclean in Medieval English Bestiaries. In: Mitchell B. Merback: Beyond the Yellow Badge: Anti-Judaism and Antisemitism in Medieval and Early Modern Visual Culture. Brill, Leiden 2007, ISBN 90-04-15165-6, S. 202–233, hier S. 227
141. ↑  Wolfgang Treue: Der Trienter Judenprozeß. Voraussetzungen - Abläufe - Auswirkungen (1475-1588). In: Helmut Castritius et al. (Hrsg.): Forschungen zur Geschichte der Juden, Abteilung A: Abhandlungen, Band 4. Hahnsehe Buchhandlung, Hannover 1996, PDF S. 370 f. und Abbildung 109
142. ↑  Jan Dienstbier: The Metamorphoses of the “Judensau”. In: Eva Janáčová, Jakub Hauser (Hrsg.): Visual Antisemitism in Central Europe, Berlin 2021, S. 14–18 und Fn. 36
143. ↑  Sigrid Weigel: Grammatologie der Bilder. Suhrkamp, Frankfurt am Main 2015, ISBN 978-3-518-74146-7, S. 206
144. ↑  Birgit Wiedl: Laughing at the Beast: The Judensau, in: Albrecht Classen (Hrsg.): Laughter in the Middle Ages and Early Modern Times. Berlin / New York 2010, S. 351
145. ↑  Jan Dienstbier: The Metamorphoses of the “Judensau”. In: Eva Janáčová, Jakub Hauser (Hrsg.): Visual Antisemitism in Central Europe, Berlin 2021, S. 20–23
146. ↑  Monika Kucharz: Das antisemitische Stereotyp der „jüdischen Physiognomie“, Münster 2017, S. 100 und Abbildung 106
147. ↑  Stefan Rohrbacher, Michael Schmidt: Judenbilder, Reinbek 1991, S. 160
148. ↑  Bruno Kirschner, Arie Kindler: Deutsche Spottmedaillen auf Juden. Battenberg, München 1968, S. 25ff.
149. ↑  Judenverfolgerin Maria Theresia. Auktionshaus Künker, muenzen-online.de, 21. Juni 2023
150. ↑  Petra Schöner: Judenbilder im deutschen Einblattdruck der Renaissance. Baden-Baden 2002, S. 197
151. ↑  Matthias Schönleber:  ‚der juden schant ward offenbar‘: Antijüdische Motive in Schwänken und Fastnachtsspiele von Hans Folz. In: Ursula Schulze: Juden in der deutschen Literatur des Mittelalters. Religiöse Konzepte – Feindbilder – Rechtfertigungen. De Gruyter, Berlin 2002, ISBN 3-11-093304-7, S. 163–182, Zitat S. 163; Winfried Frey: Antijüdische Tendenzen in einem Fastnachtspiel des Hans Folz. PDF S. 13ff.
152. ↑  Folker Siegert: Israel als Gegenüber: Vom Alten Orient bis in die Gegenwart. Studien zur Geschichte eines wechselvollen Zusammenlebens. Vandenhoeck & Ruprecht, Göttingen 2000, ISBN 3-525-54204-6, S. 299 und Fn. 39
153. ↑  Gerd Schwerhoff: Verfluchte Götter: Die Geschichte der Blasphemie. Fischer, Frankfurt am Main 2021, ISBN 3-10-397454-X, S. 92
154. ↑  Stefan Niehaus (Hrsg.): Ludwig Achim von Arnim: Texte der deutschen Tischgesellschaft. De Gruyter, Berlin 2008, ISBN 3-484-15611-2, S. 111 f. (Arnim), 371 (Goethe) und 498 (Schudt). Alle Zitate bei Jutta Ditfurth: Der Baron, die Juden und die Nazis. Adeliger Antisemitismus. Hoffmann und Campe, Hamburg 2015, ISBN 3-455-50394-2, S. 43 f. sowie S. 324 f., Fn. 75–79
155. ↑  Monika Kucharz: Das antisemitische Stereotyp der „jüdischen Physiognomie“, Münster 2017, S. 101 f. und Abbildung 109
156. ↑  Monika Kucharz: Das antisemitische Stereotyp der „jüdischen Physiognomie“, Münster 2017, S. 102; frühe Beispiele bei Karl Friedrich August Müller (Hrsg.): Bayerische Landbötin Nr. 132, 2. November 1833, S. 1150.; Nikolaus von Weis (Hrsg.): Der Katholik, Band 60, Speyer 1836, Beilage IV, S. 62
157. ↑  Wolfgang Duchkowitsch: Medien:  Aufklärung – Orientierung – Missbrauch. Vom 17. Jahrhundert bis zu Fernsehen und Video. Wien/Berlin 2014, ISBN 3-8258-7475-3, S. 11–15; „Saujude“ S. 14
158. ↑  Wolfgang Duchkowitsch: Medien:  Aufklärung – Orientierung – Missbrauch, Wien/Berlin 2014, S. 60
159. ↑  Mainsagen. Gesammelt und herausgegeben von Alexander Kaufmann. (1853) Neuausgabe: Outlook, 2023, ISBN 978-3-368-03008-7,S. 102
160. ↑  Paul Luchtenberg: Wolfgang Müller von Königswinter. Der Löwe Reykers, Köln 1959, S. 364
161. ↑  Arye Maimon: Germania Judaica Band 3, 1350-1519: Teilband 1. Ortschaftsartikel Aach - Lychen. Mohr, Tübingen 1987, ISBN 3-16-745107-6, S. 530
162. ↑  Eduard Fuchs: Die Juden in der Karikatur, Leipzig 1921 / 2018, S. 128
163. ↑  Eduard Schneider: Schatten der Geschichte und der Gegenwart. Simowa, Bern 1999, ISBN 3-9521463-9-0, S. 12
164. ↑  Matthias Beimel: Die Karikatur als Ersatzhandlung. In: Geschichte lernen 3, Stuttgart 1990, S. 28
165. ↑  Falk Wiesemann: Antijüdischer Nippes und populäre Judenbilder: Die Sammlung Finkelstein. Klartext Verlag, Essen / Tübingen 2005, ISBN 3-89861-502-2, PDF, S. 14f. (Einleitung), S. 69–71 („Judensau“ und „Kapitalistenschwein“), S. 98 (Katalognummern 15, 88–92 und 153)
166. ↑  Achim Bühl: Antisemitismus: Geschichte und Strukturen von 1848 bis heute. Marix Verlag, Wiesbaden 2020, ISBN 3-8438-0645-4, S. 73
167. ↑  Ernst Toller: Eine Jugend in Deutschland. Nachdruck: Antigonos, Paderborn 2012, ISBN 3-95472-176-7, S. 166
168. ↑  Dieter Heimböckel: Walther Rathenau und die Literatur seiner Zeit: Studien zu Werk und Wirkung. Königshausen & Neumann, Würzburg 1996, ISBN 3-8260-1213-5, S. 354–358
169. ↑  Abraham Adolf Fraenkel: Lebenskreise: Aus den Erinnerungen eines jüdischen Mathematikers. Deutsche Verlags-Anstalt (DVA), München 1967, S. 49–51
170. ↑  Carsten Pietsch: Die Entfesselung des Hasses: Antijüdische Stereotype in den Karikaturen und Hetzartikeln des „Stürmers“. Universität Oldenburg, WS 2001/2002 (PDF; Archivlink)
171. ↑  Monika Urban: Von Ratten, Schmeißfliegen und Heuschrecken, Köln 2014, S. 82
172. ↑  Paul Egon Hübinger: Thomas Mann, die Universität Bonn und die Zeitgeschichte: drei Kapitel deutscher Vergangenheit aus dem Leben des Dichters 1905–1955. Oldenbourg, München 1974, ISBN 3-486-44031-4, S. 138; Hinrich Siefken: Thomas Manns „Dienst an der Zeit“ in den Jahren 1918–1933. In: Thomas Mann Jahrbuch 10 (1997), S. 167–185, hier S. 172
173. 1 2  Christian Zentner: Deutschland 1870 bis heute: Bilder und Dokumente. Südwest-Verlag, München 1970, S. 296; Micha Brumlik (Hrsg.): Reisen durch das jüdische Deutschland. DuMont, Köln 2006, ISBN 3-8321-7932-1, S. 404
174. ↑  Eva Lezzi: Zerstörte Kindheit: Literarische Autobiographien zur Shoah. Böhlau, Wien 2001, ISBN 978-3-412-16400-3, S. 317
175. ↑  Elke Stenzel (Hrsg.): „Den Nazis eine schallende Ohrfeige versetzen“: Zeitzeugen erinnern sich. Frank & Timme, Berlin 2009, ISBN 3-86596-254-8, S. 137 und 147
176. ↑  Wolfgang Benz: November 1938 – Solidarität in der »Reichskristallnacht«. In: Kerstin Schmidt, Joost van Loon (Hrsg.): Herausforderung Solidarität: Konzepte – Kontroversen – Perspektiven. transcript, Bielefeld 2024, ISBN 978-3-8394-6101-3, S. 39–53, hier S. 42; Dieter Obst: Reichskristallnacht: Ursachen und Verlauf des antisemitischen Pogroms vom November 1938. Peter Lang, Berlin 1991, ISBN 978-3-631-43481-9, S. 222
177. ↑  David A. Hackett: Der Buchenwald-Report. Bericht über das Konzentrationslager Buchenwald bei Weimar. Beck, München 2002, ISBN 3-406-47598-1, S. 187
178. ↑  Friedrich Hoffmann: Die Verfolgung der nationalsozialistischen Gewaltverbrechen in Hessen. Nomos, Baden-Baden 2001, ISBN 978-3-7890-7635-0, S. 127
179. ↑  Fritz Bauer (Hrsg.): Justiz und NS-Verbrechen: Sammlung deutscher Strafurteile wegen nationalsozialistischer Tötungsverbrechen 1945-1966, Teil 21. Amsterdam University Press, Amsterdam 1979, S. 422
180. ↑  Andrés José Nader: Traumatic Verses: On Poetry in German from the Concentration Camps, 1933–1945. Camden House, Rochester/New York 2007, ISBN 1-57113-375-5, S. 128–130
181. ↑  Torben Fischer, Matthias N. Lorenz (Hrsg.): Lexikon der „Vergangenheitsbewältigung“ in Deutschland. Debatten- und Diskursgeschichte des Nationalsozialismus nach 1945. 2. Auflage, Transcript, Bielefeld 2009, ISBN 3-89942-773-4, S. 97
182. ↑  Monika Schwarz-Friesel, Jehuda Reinharz: Die Sprache der Judenfeindschaft im 21. Jahrhundert. De Gruyter, Berlin 2013, ISBN 3-11-027772-7, S. 34 und S. 136, Fn. 38
183. ↑  Sabine Tofahrn: Strafrecht Besonderer Teil I: Straftaten gegen Persönlichkeitswerte. 3. Auflage, C.F.Müller, Heidelberg 2014, ISBN 3-8114-7152-X, S. 151
184. ↑  Juliane Wetzel: Antisemitismus als Element rechtsextremer Ideologie und Propaganda. In: Wolfgang Benz (Hrsg.): Antisemitismus in Deutschland. Zur Aktualität eines Vorurteils. dtv, München 1995, ISBN 3-423-04648-1, S. 106
185. ↑  Werner Bergmann, Rainer Erb: Neonazismus und rechte Subkultur. Metropol, Berlin 1994, ISBN 3-926893-24-9, S. 38
186. ↑  Margret Chatwin: Die Rolle des Antisemitismus im Rechtsextremismus. In: Thomas Grumke, Bernd Wagner (Hrsg.): Handbuch Rechtsradikalismus: Personen – Organisationen – Netzwerke. Vom Neonazismus bis in die Mitte der Gesellschaft. Leske + Budrich, Opladen 2002, ISBN 3-8100-3399-5, S. 178
187. ↑  Arne Hoffmann: Das Lexikon der Tabubrüche. 2. Auflage, Ubooks, Mossautal 2018, ISBN 3-944154-57-6, S. 436
188. ↑  Florian Schubert: Antisemitismus im Fußball: Tradition und Tabubruch. Wallstein, Göttingen 2019, ISBN 3-8353-3420-4, S. 44, 121, 195, 356, 600
189. ↑  „Wir werden weiter gegen jede Art von Antisemitismus kämpfen“ – Interview mit Roger Dan Nussbaum von Makkabi Deutschland. Amballbleiben.org, 21. August 2007 (Archivlink)
190. ↑  Christoph M. Klein: Sicherheit durch Stadionverbote? Eine empirische Studie zu den Auswirkungen auf Fußballstadien und ihr Umfeld. Budrich, Opladen 2019, ISBN 3-86388-803-0, S. 87
191. ↑  Horst Hilpert: Das Fußballstrafrecht des Deutschen Fußball-Bundes (DFB). De Gruyter, Berlin 2018, ISBN 3-11-053523-8, S. 294
192. ↑  Gutachten von Florian Schubert für den Expertenkreis Antisemitismus: Fußball und Antisemitismus. In: Bundesinnenministerium: Antisemitismus-Expertisen, 2016, PDF S. 192–216, hier S. 208 (intern: S. 17)
193. ↑  Rassismusurteil revidiert: Obergericht hebt Rassismusurteil gegen ehemaligen Pnos-Präsidenten teilweise auf. In: Humanrights.ch, 14. Juni 2007; Fall 2006-050N: Beschimpfung «Judensau»; Verteilen von CDs mit nationalsozialistischen Inhalten. Eidgenössische Kommission gegen Rassismus, Entscheid 2008-014N
194. ↑  Wolfgang Benz (Hrsg.): Handbuch des Antisemitismus: Judenfeindschaft in Geschichte und Gegenwart Band 1: Länder und Regionen. De Gruyter/Saur, Berlin 2008, ISBN 3-598-24071-6, S. 148
195. ↑  Kurt Greussing: »Esel mit Büchern«, Agenten und Verschwörer. Von den Judenbildern des Koran zum modernen islamischen Antisemitismus. In: Hanno Loewy (Hrsg.): Gerüchte über die Juden: Antisemitismus, Philosemitismus und aktuelle Verschwörungstheorien. Klartext, Essen 2005, ISBN 3-89861-501-4, S. 149–170, hier S. 152 und 168, Fn. 3
196. ↑  Jérôme Lombard: Alter Mythos neu aufgelegt. Jüdische Allgemeine,  16. Juli 2021
197. ↑  Sebastian Leber: Das neue Twitter unter Elon Musk: Es ist noch schlimmer gekommen als befürchtet. Tagesspiegel, 5. November 2022
198. ↑  Werner Bergmann, Rainer Erb: Neonazismus und rechte Subkultur. Metropol, Berlin 1994, ISBN 3-926893-24-9, S. 38; Frank Jansen, Heike Kleffner, Johannes Radke: Tödlicher Hass: 149 Todesopfer rechter Gewalt. Tagesspiegel, 31. Mai 2012
199. ↑  Ronen Steinke: Terror gegen Juden: Wie antisemitische Gewalt erstarkt und der Staat versagt. Eine Anklage. Berlin Verlag, Berlin 2020, ISBN 3-8270-8016-9, S. 2010
200. ↑  Miron Tenenberg: Juden in Europa: „Zielscheibe der Dummen für die Taten der anderen“. Deutschlandfunk (DLF), 1. August 2014
201. ↑  Christian Fuchs, Paul Middelhoff: Das Netzwerk der Neuen Rechten: Wer sie lenkt, wer sie finanziert und wie sie die Gesellschaft verändern. Rowohlt, Reinbek 2019, ISBN 978-3-644-40637-7, S. 177
202. ↑  Kirsten Dierolf: Roger Waters, das Schwein und BDS. Antisemitische Argumentationsmuster in der Boycottkampagne gegen Israel. In: Samuel Salzborn (Hrsg.): Antisemitismus seit 9/11: Ereignisse, Debatten, Kontroversen. Nomos, Baden-Baden 2019, ISBN 3-8452-9585-6, S. 427–448, hier S. 437 f.; Lisa Bork, Levi Salomon: Nicht nur eine Stilfrage: antisemitische Bilder bei der Show Roger Waters. HaGalil, 2. September 2013
203. ↑  Axel Rahmlow: Antisemitismus-Skandal auf der Documenta: „Dieses Kunstwerk muss komplett entfernt werden“. DLF, 20. Juni 2022; Jürgen Kaube: Skandal um die Documenta: Die Judensau von Kassel. FAZ, 21. Juni 2022 (kostenpflichtig)
204. ↑  Gabriele Ingenthron: „Judensäue“: Reicht es, antisemitische Darstellungen mit Hinweistafeln zu versehen? Sonntagsblatt, 30. Juni 2022
205. ↑  Hans Hermann Henrix, Wolfgang Kraus (Hrsg.): Die Kirchen und das Judentum Band II: Dokumente von 1986 bis 2000. Bonifatius, Paderborn 2001, ISBN 978-3-89710-122-7, S. 603
206. ↑  Werner Bergmann: Antisemitismusforschung in den Wissenschaften. Metropol, Berlin 2004, ISBN 978-3-936411-48-5, S. 281; Dieter Kassel: Aktionskünstler zu antisemitischem Relief in Wittenberg: „Diffamierungen haben im öffentlichen Raum nichts verloren“. DLF, 4. Februar 2020; Wolfram P. Kastner: Christliche Sauerei? (2002)
207. ↑  Burkhard Müller-Ullrich: Korrektur im Namen der political correctness (Interview mit Achim Hubel vom Lehrstuhl für Denkmalpflege in Bamberg). DLF, 31. März 2005
208. ↑  Arnold Bartetzky: Die Tyrannei der Beleidigten. FAZ, 24. August 2016 (kostenpflichtig)
209. ↑  Christian Röther: Umgang mit „Judensau“-Darstellungen: „Mit den Spannungen leben“. DLF, 20. Februar 2020
210. 1 2  Morten Freidel: Eine große Sauerei. Frankfurter Allgemeine Sonntagszeitung (FAS), 20. August 2017
211. ↑  Thomas Klatt: Steine des Anstosses. Brefmagazin, 18. Mai 2018
212. ↑  Ronen Steinke: Kirche und Geschichte: So halsstarrig. SZ, 30. Mai 2022
213. ↑  ...und jetzt? Leitlinien zum Umgang mit antijüdischen Bildwerken in und an Kirchenräumen. ekir.de, März 2025
214. ↑  Steinrelief „Judensau“ im Kölner Dom: Leitlinien für den Umgang mit antijüdischen Bildern – Interview mit Martin Bock. kirche-koeln.de, 11. April 2025
215. 1 2 3 4  Igal Avidan: „Judensau“ und Antisemitismus: Kirchen ringen um Aufarbeitung. WDR, 29. Oktober 2023 (Download zum Sendetranskript ebd.)
216. ↑  Marten Marquardt: Judenfeindschaft in der christlichen Kunst am Beispiel der Kölner Judensau. In: Antisemitismus – Erscheinungsformen der Judenfeindschaft gestern und heute. EPD-Dokumentation, Frankfurt am Main 2003, S. 40–45
217. ↑  Hartmut Kraft: Die Lust am Tabubruch. Vandenhoeck & Ruprecht, Göttingen 2015, ISBN 3-647-49154-3, S. 34; Metropolitankapitel der Hohen Domkirche Köln an Wolfram Kastner. Köln, 10. Juni 2002
218. ↑  Marc Steinmann: Judensau, Wange von Westen, Judensau – Chorgestühl Nord. Koelner-dom.de
219. ↑  Carola Maria Werhahn: Die Stiftung des Victor von Carben (1423-1515) im Kölner Dom. Glaubenspropaganda zwischen Judentum und Christentum in Text und Bild. Herbert Utz, München 2013, ISBN 3-8316-4196-X, S. 15
220. 1 2  Josef Wirnshofer: Schweinerei. SZ-Magazin, 25. Dezember 2017
221. ↑  Martin Bock: Ein theologischer Spaziergang mit Karl Barth durch Köln. In: Melanchthon-Akademie (Hrsg.): RheinReden 2019… im Fluss, PDF S. 45f.
222. ↑  Künstlerwahl für interreligiöses Kunstwerk am Kölner Dom: Wettbewerb von ganz neuer Relevanz. Domradio, 12. Dezember 2023
223. ↑  Markus Frädrich: Internationaler Kunstwettbewerb Kölner Dom: Finalisten stehen fest. koelner-dom.de, 20. September 2024
224. ↑  Markus Frädrich: Sieger-Entwurf des Internationalen Kunstwettbewerbs Kölner Dom steht fest. Koelner-dom.de, 3. April 2025
225. ↑  Judenfeindliche Darstellungen an der Nürnberger Sebalduskirche. Evangelisch-Lutherische Kirchengemeinde Nürnberg-St. Sebald
226. ↑  Hartmut Voigt: Prozess: Auch in Nürnberg prangt „Judensau“ auf Kirche. Nordbayern, 4. Februar 2020
227. ↑  Daniel Staffen-Quandt: „Hat eine lange Geschichte“: Antijüdische Bildsprache an und in Kirchen. Sonntagsblatt, 31. März 2024
228. ↑  Schild am Regensburger Dom: Streit um „Judensau“ hält an. N-tv, 29. März 2005
229. ↑  „Künftig vor Ort besser einordnen“: Die „Judensau“ bleibt hängen. regensburg-digital, 9. Dezember 2020
230. ↑  Michael Brenner, Renate Höpfinger (Hrsg.): Die Juden in der Oberpfalz. De Gruyter, Berlin 2009, ISBN 3-486-79131-1, S. 8 (Zitat ebd.)
231. ↑  Wolfram P. Kastner, Günter Wangerin: „Judensau“-Skulptur: Tafel am Regensburger Dom. HaGalil, 11./12. Mai 2005
232. ↑  Mathias Wagner: Umstrittene Dom-Inschrift wurde gestohlen. Mittelbayerische Zeitung, 28. Juli 2014 (Archivlink)
233. ↑  Stefan Aigner: Text über „Judensau“: Wenn der Kulturreferent zensiert. regensburg-digital, 2. August 2019
234. ↑  Florian Sendtner: In Stein gemeißelter Antisemitismus. Bayerische Staatszeitung, 26. Juli 2019
235. ↑  Umfangreichere Informationstafel soll Schmähskulptur einordnen: Einigung zu Umgang mit „Judensau“-Darstellung am Regensburger Dom. Katholisch.de, 7. Januar 2022; Antisemitismusbeauftragter Bayern: Dr. Ludwig Spaenle und Ilse Danziger, Vorsitzende der IKG Regensburg, stellen Ergebnis des Runden Tischs zum Umgang mit der sog. „Judensau“ am Dom vor. Regensburg, 7. Januar 2022
236. ↑  Antisemitismus und Kirche: Neue Hinweistafel zur „Judensau“ am Regensburger Dom. FAZ, 23. Januar 2022
237. ↑  Albrecht Steinwachs, Stefan Rhein, Jürgen M. Pietsch: Die Stadtkirche der Lutherstadt Wittenberg. Edition Akanthus, Spröda 2000, ISBN 3-00-006918-6, S. 107
238. ↑  Jérôme Lombard: Reformationsjahr: Relikt aus der Lutherzeit. Jüdische Allgemeine, 11. Juli 2017; Stadtkirche Wittenberg: Schmährelief „Judensau“ soll erhalten werden. dpa / N-tv, 26. Oktober 2022
239. ↑  Bundesgerichtshof: Urteil vom 14. Juni 2022 – VI ZR 172/20BGH
240. ↑  Beschwerde abgelehnt: Streit um Wittenberger Schmähplastik: Kläger will vor europäisches Gericht. MDR, 27. August 2024
241. ↑  Reformationstag: Evangelische Bischöfe verurteilen Ausgrenzung. epd / EKMD, 31. Oktober 2019; Schmähplastik aus Wittenberg: Theologin Käßmann kritisiert BGH-Urteil: „Die 'Judensau' ist eine Hassbotschaft“. MDR, 19. Juni 2022; Nochmal: geordneter Rückzug. Zeitzeichen, 26. Juni 2022; EKD-Kulturbeauftragter enttäuscht über „Judensau“-Entscheidung. EKD.de, 27. Oktober 2022; Landesbischof mahnt eindringlich: Meister: „Judensau“ entfernen und zerstören. epd, 31. Oktober 2022; Weiter Kritik an antisemitischer Schmähplastik. Der Sonntag, 6. November 2022
242. ↑  „Stätte der Mahnung“: Neue Infotafel für judenfeindliches Relief an der Stadtkirche Wittenberg. MDR, 17. April 2023; Nach langjährigem Rechtsstreit: Informationsschild zum „Judensau“-Relief angepasst. LTO, 17. April 2023
243. ↑  Forderung wegen Schmährelief - Wittenberger Kirche soll Unesco-Status entzogen werden. Spiegel, 28. April 2023; Droht Aberkennung des Welterbe-Titels? Antisemitismusbeauftragter: „Judensau“-Relief in Wittenberg bewusst unterschlagen. MDR, 16. Mai 2023; Ronen Steinke: Wittenberg: Der Kulturerbe-Status könnte wackeln. SZ, 12. Mai 2023
244. ↑  Evangelisches Regionalpfarramt Zerbst-Lindau: Gegendenkmal Judensau: Gestaltungswettbewerb für St. Nikolai. (Text der Erklärtafel)
245. ↑  Kirchenruine St. Nicolai: Feierstunde in Zerbst: Gegendenkmal für Schmähplastik eingeweiht. MDR, 1. Juni 2023
246. ↑  Nikolaus Bernau: Umgang mit Schmähskulpturen: Wir müssen uns der Geschichte stellen. Frankfurter Allgemeine Zeitung (FAZ), 4. Mai 2023 (kostenpflichtig)
247. ↑  Gegendenkmal zur Zerbster „Judensau“ enthüllt. epd, 1. Juni 2023
248. ↑  Regina E. G. Schymiczek. Höllenbrut und Himmelswächter: Mittelalterliche Wasserspeier an Kirchen und Kathedralen. Schnell & Steiner, Regensburg 2006, ISBN 978-3-7954-1807-6, S. 59
249. ↑  Christian Thomas: Götzendienst am Antisemitismus. FR, 5. Februar 2020
250. ↑  Antisemitisches Kirchenrelief - «Judensau»-Relief darf bleiben. SRF, 15. Juni 2022; GRA-Stiftung gegen Rassismus und Antisemitismus: Glossar Judensau
251. ↑  Wilfred Engelbrecht: Die Bayreuther Stadtkirche. Unnser lis goczhawss sant Marie magdalene. Geschichte des ältesten Bauwerks der Stadt. Bayreuther Zeitlupe Verlag, Bayreuth 2017, S. 15–17
252. ↑  Bernd Mayer (Hrsg.): Jüdisches Bayreuth. Gesellschaft für Christlich-Jüdische Zusammenarbeit, Bayreuth 2010, ISBN 3-925361-81-2, S. 24
253. ↑  Entscheidung in Antisemitismusdebatte: Bayern lässt sämtliche „Judensau“-Skulpturen hängen. Spiegel, 8. Dezember 2020
254. ↑  „Judensau“-Schmähplastik im Brandenburger Dom: Jüdischer Aktivist fordert kritische Debatte. Märkische Allgemeine Zeitung (MAZ), 25. November 2021
255. ↑  Empfehlung zu „Judensau“ an Brandenburger Dom wird vorbereitet. Jüdische Allgemeine, 9. März 2023
256. ↑  Entscheidung gefallen: Was aus der „Judensau“-Plastik im Brandenburger Dom wird. MAZ, 15. Mai 2023; Brandenburger Dom: Wie die „Judensau“ künftig unsichtbar wird. MAZ, 2. Juni 2023
257. ↑  Ralf Fischer: „Judensau“ im Brandenburger Dom: Aufklären statt verdrängen. Neues Deutschland (ND), 3. Juli 2023
258. ↑  Johanna Scholz: „Judensau“ blieb weithin unbeachtet. Nordbayern, 28. Juli 2003
259. ↑  Wolfram P. Kastner, Günter Wangerin: Staatliche Sau-Skulptur erhält einen distanzierenden Kommentar. HaGalil, 7. Januar 2004
260. ↑  Thomas Höfs: „Judensau“ kommt nicht an die Kirche. Volksstimme, 12. März 2020
261. ↑  Thomas Höfs: „Judensau“-Relief in Calbe jetzt verdeckt. Volksstimme, 19. Juni 2020
262. ↑  Thomas Höfs: Antisemitismus oder Kunst? Wie die „Judensau in Calbe“ zu einer künstlerischen Lösung werden kann. Volksstimme, 12. Dezember 2024
263. ↑  Jüdische Spuren in... Eberswalde. Jüdische Gemeinde Berlin, 1. November 2007
264. ↑  Karl Erich Grözinger: Zur Eberswalder »Judendebatte«. In: Verein für Heimatkunde zu Eberswalde (Hrsg.): Eberswalder Jahrbuch für Heimat-, Kultur- und Naturgeschichte, 2010, PDF S. 204
265. ↑  Dom stellt Kunstwerk einer Schmäh-Darstellung gegenüber. SZ, 16. Mai 2024
266. ↑  Das Zisterzienserkloster und Münster Heilsbronn. heilsbronn-evangelisch.de; Gustav Albrecht: Das Zisterzienserkloster und Münster Heilsbronn. Sonntagsblatt, 23. Februar 2022
267. ↑  Sigrun Arenz, Nikola Stadelmann, Reinhard Weirauch: Jakobswege in Franken: Unterwegs auf alten Pilgerpfaden. ars vivendi, Cadolzburg 2017, ISBN 978-3-7472-0285-2, S. 98
268. ↑  Eröffnung der Ausstellung zum jüdischen Leben in Deutschland. Münster Heilsbronn, 29. September 2022
269. ↑  Judenfeindliche Skulpturen, ev.-luth. Kirchengemeinde St. Marien, Lemgo. Diakonie Paderborn-Höxter e. V., Mai 2023
270. ↑  Matthias Liedtke: Tierdarstellung über dem Brautportal: Osnabrücker Mariengemeinde distanziert sich von historischer antisemitischer Darstellung. Neue Osnabrücker Zeitung (NOZ), 4. September 2024 (kostenpflichtig)